# Louis Penfield House

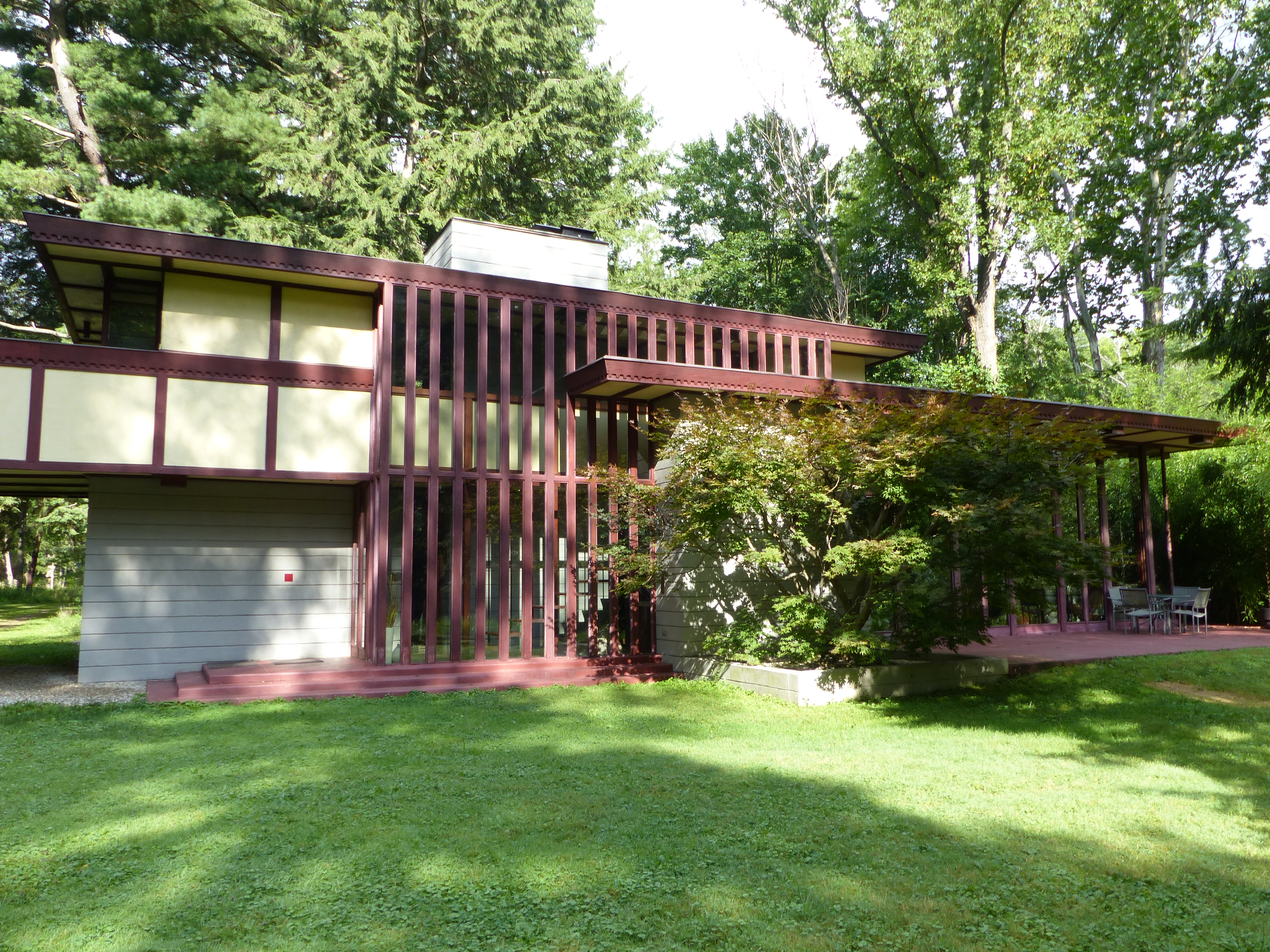
Louis Penfield House

Das Louis A. Penfield House ist ein 1955 erbautes Wohnhaus in Willoughby Hills, einem Vorort von Cleveland. Frank Lloyd Wright entwarf das Haus 1952 für den Maler Louis Albert Penfield (1918–2003) und dessen Frau Pauline, geb. Curtiss (1921–1982), eine Lehrerin. Das Paar hatte zwei Kinder: einen Sohn Paul und eine Tochter (1947–1994). Das Penfield House ist eines von neun Usonia-Häusern, die Wright in Ohio hinterlassen hat. Am 7. Februar 1997 wurde es ins National Register of Historic Places aufgenommen, in dem es seitdem unter der Nummer 96001622 geführt wird.

## Geschichte und Architektur
Das Penfield House hat die Adresse 2203 River Road und liegt auf einem zwölf Hektar großen Waldgrundstück am Rande des Chagrin River, das sich seit 1876 im Familienbesitz befindet. Das Haus ist zweigeschossig mit einem integrierten Carport auf einem I-förmigen Grundriss erbaut, mit Wohn- und Küchenraum im Erdgeschoss und Schlafzimmern und Bad im Obergeschoss. Die Wohnfläche beträgt 161 Quadratmeter. Hauptmaterialien sind Beton und rötlich dunkel lasiertes Holz. Die Innenwände sind ockerfarben gestrichen. Wie in sehr vielen Wright-Häusern ist die Haustür kaum akzentuiert und fast versteckt. Sämtliche Fenster sind Bandfenster; viele von ihnen werden um Ecken herumgeführt.

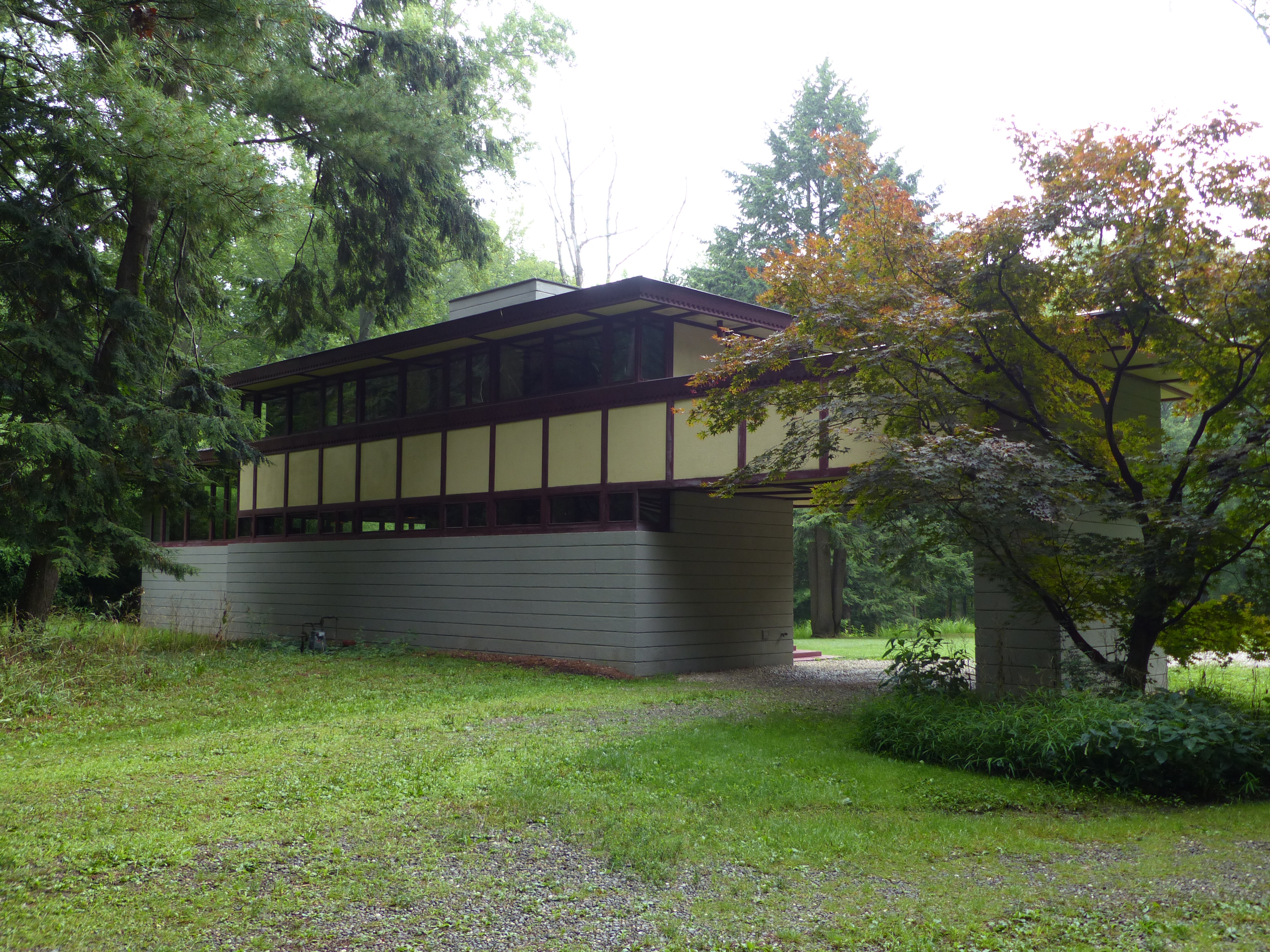
Westseite
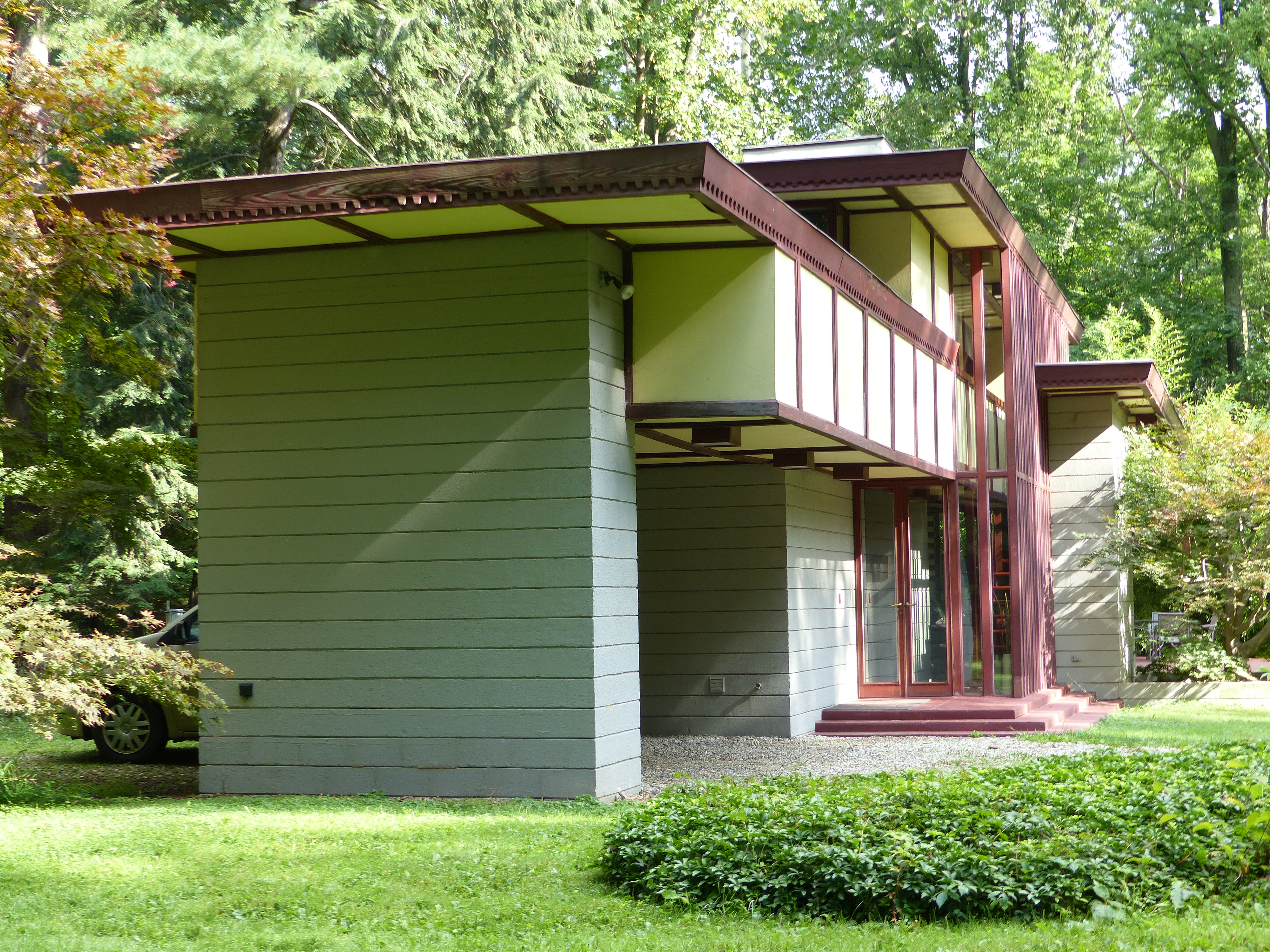
Von Süden
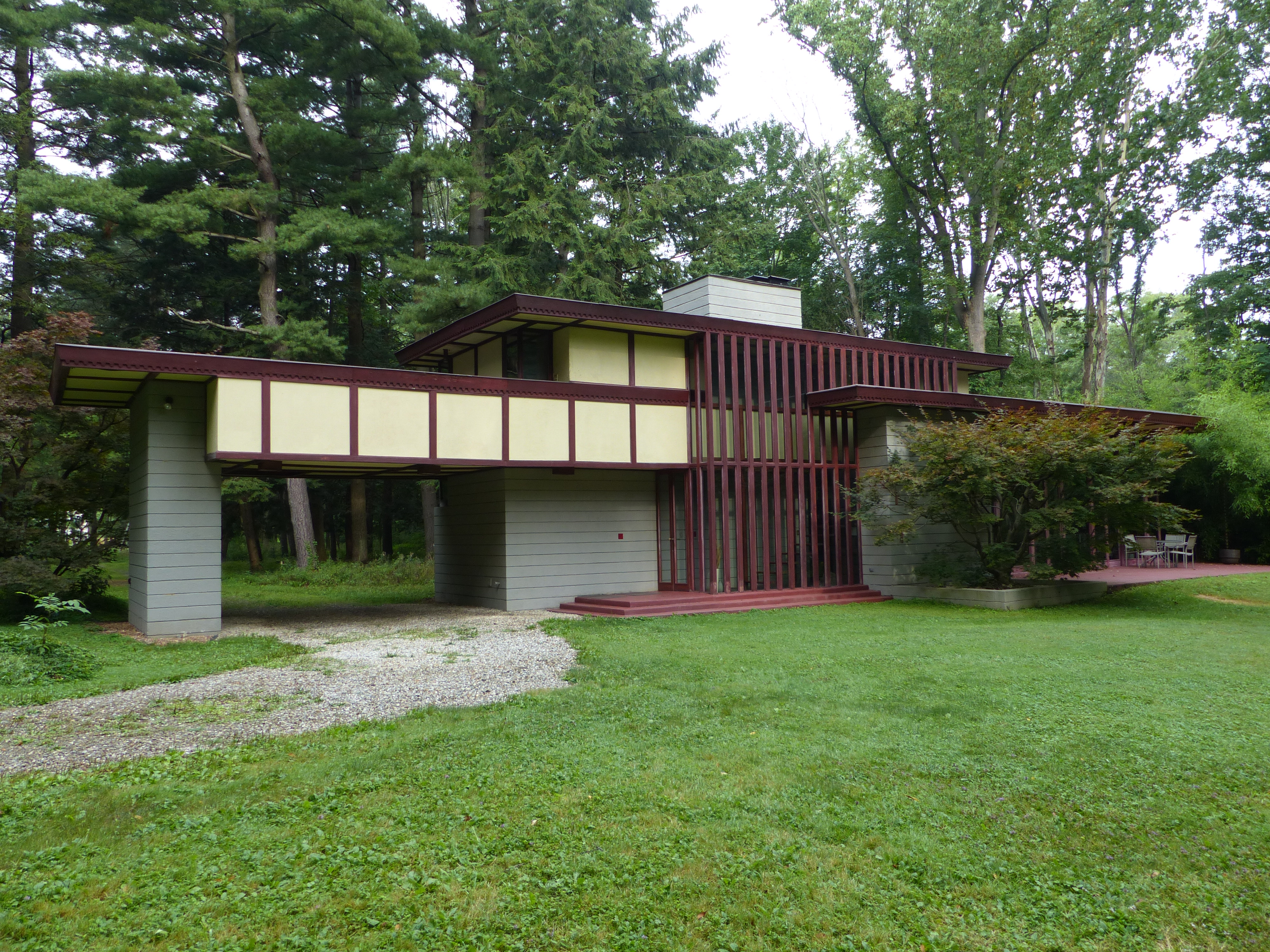
Ostseite
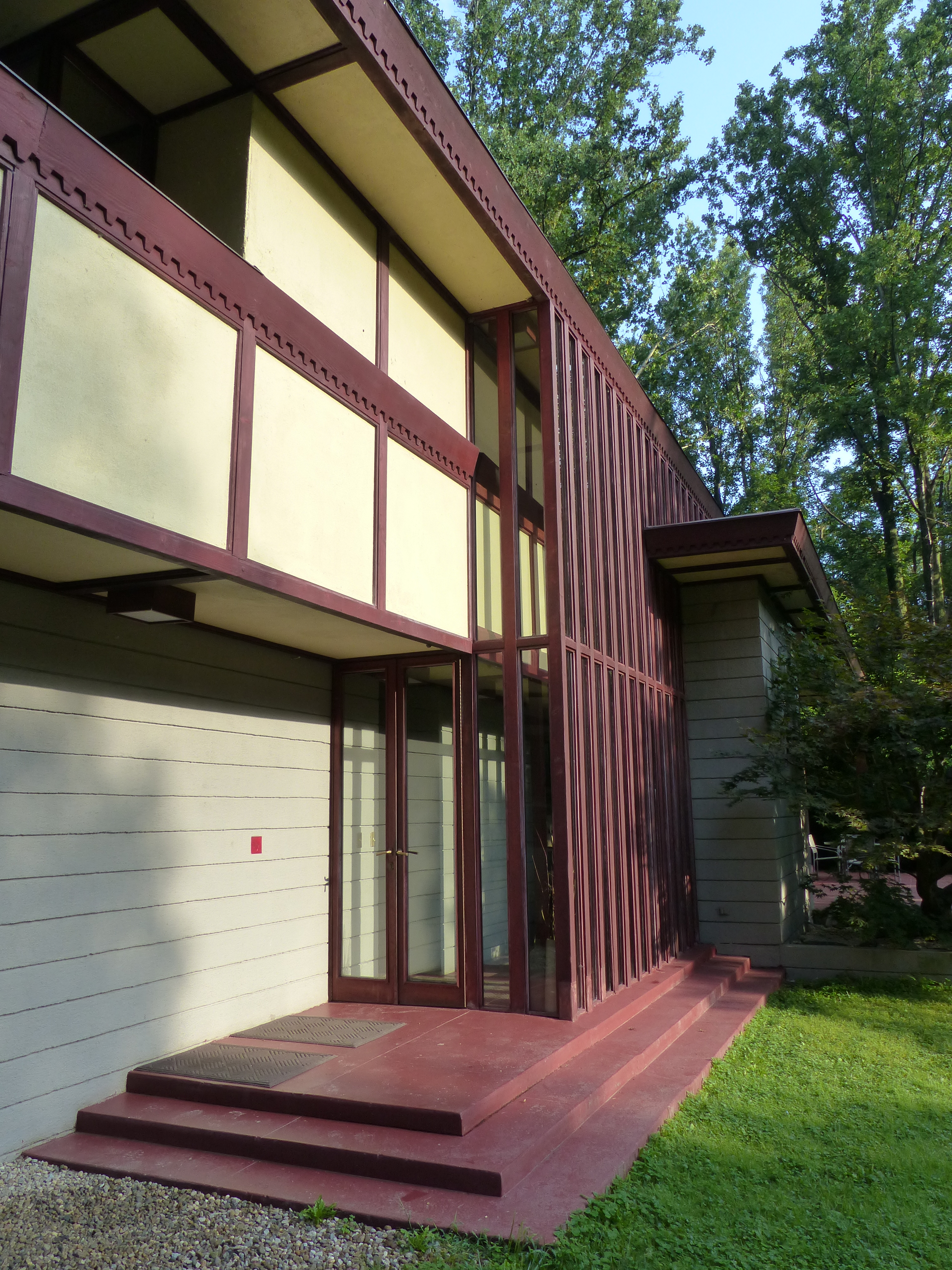
Eingangsbereich
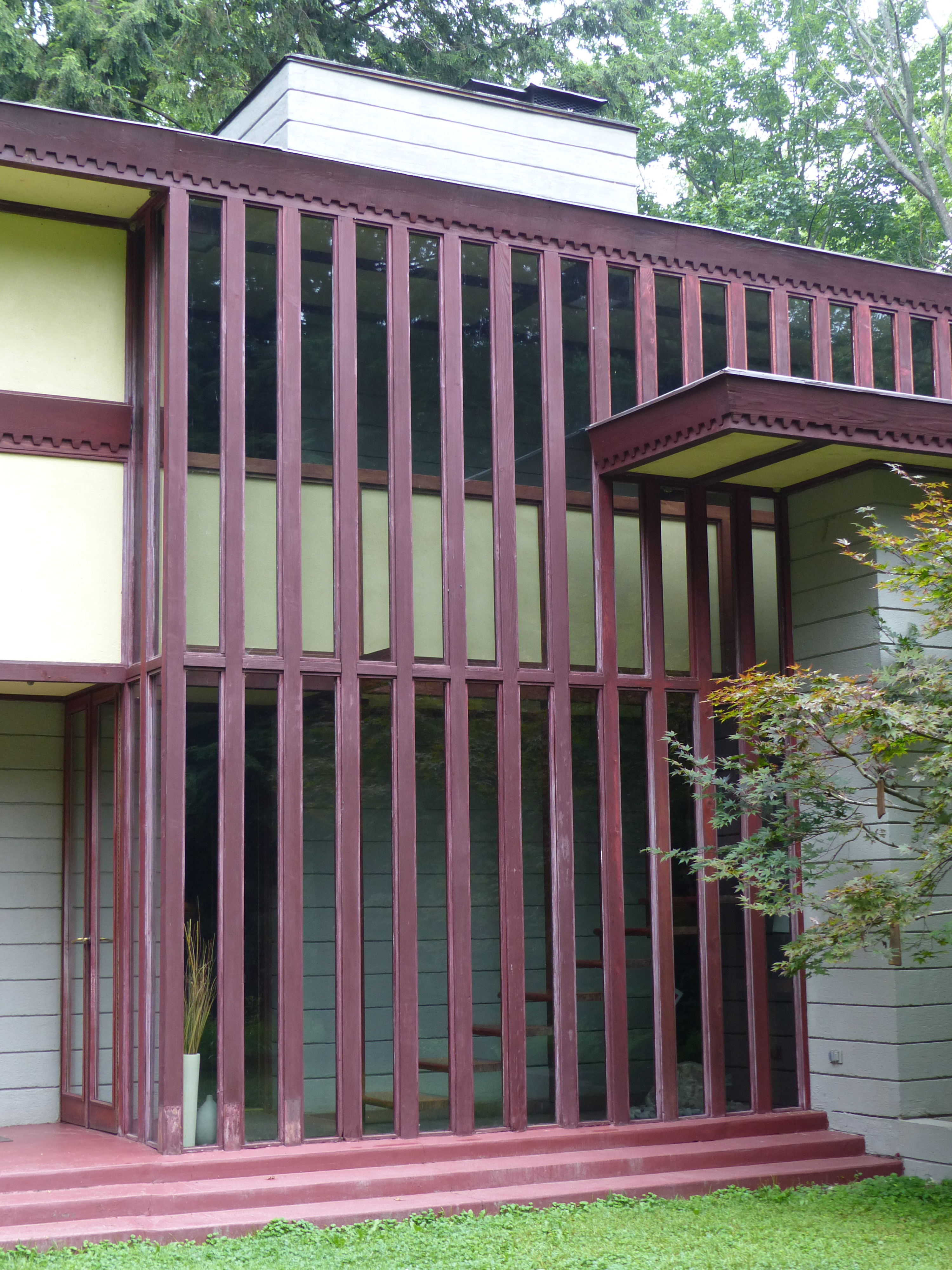
Außenseite des Treppenhauses
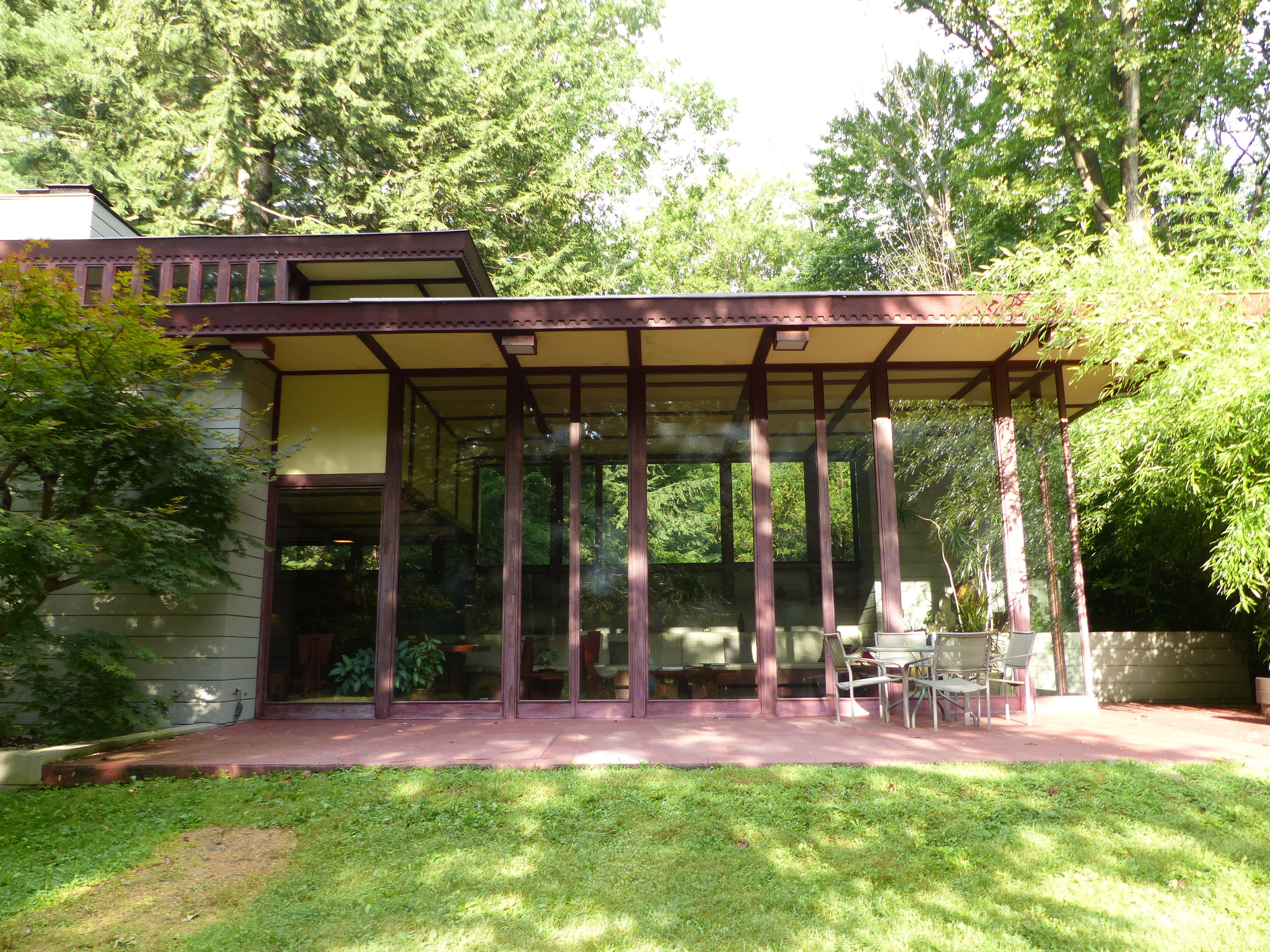
Terrasse (Ostseite)

Der Bauherr, Louis Penfield, war 2,03 m groß und wünschte ein Haus, in dem er sich nicht zu bücken brauchte. Wright, der nach eigener Auskunft 1,73 m maß, war notorisch dafür, die eigene Körperhöhe zum Maß all seiner Entwürfe zu machen und Raumdecken und Türstürze darum sehr niedrig anzusetzen. Im Haus der Penfields machte er jedoch eine Ausnahme; zu den auffälligsten Merkmalen dieses Hauses zählen daher die Türen, die zwar sehr schmal sind, aber bis zur Decke reichen. Auch die überall mindestens 2,44 m hohen Decken und die schmalen, aber sehr langen Auftritte der ins Obergeschoss führenden Treppe trugen der Körperlänge des Bauherrn Rechnung. Diese Treppe ist auch deshalb bemerkenswert, weil die Stufen auf der Innenseite ähnlich einer Harfentreppe an Holzstäben abgehängt sind. An der Außenseite sind die Stufen an den Zargen einer Serie hoher schmaler Fenster befestigt.

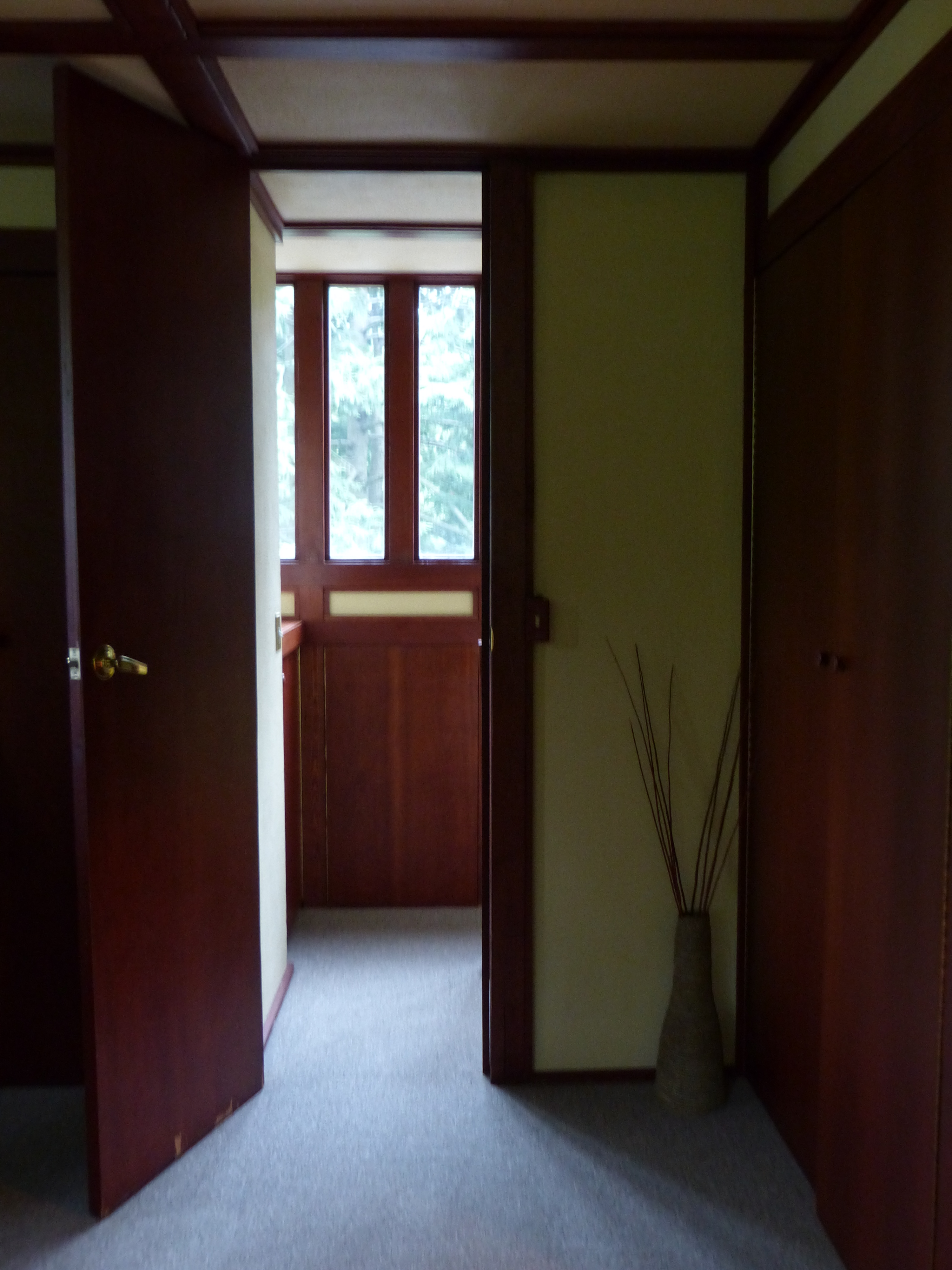
Tür des Hauptschlafzimmers
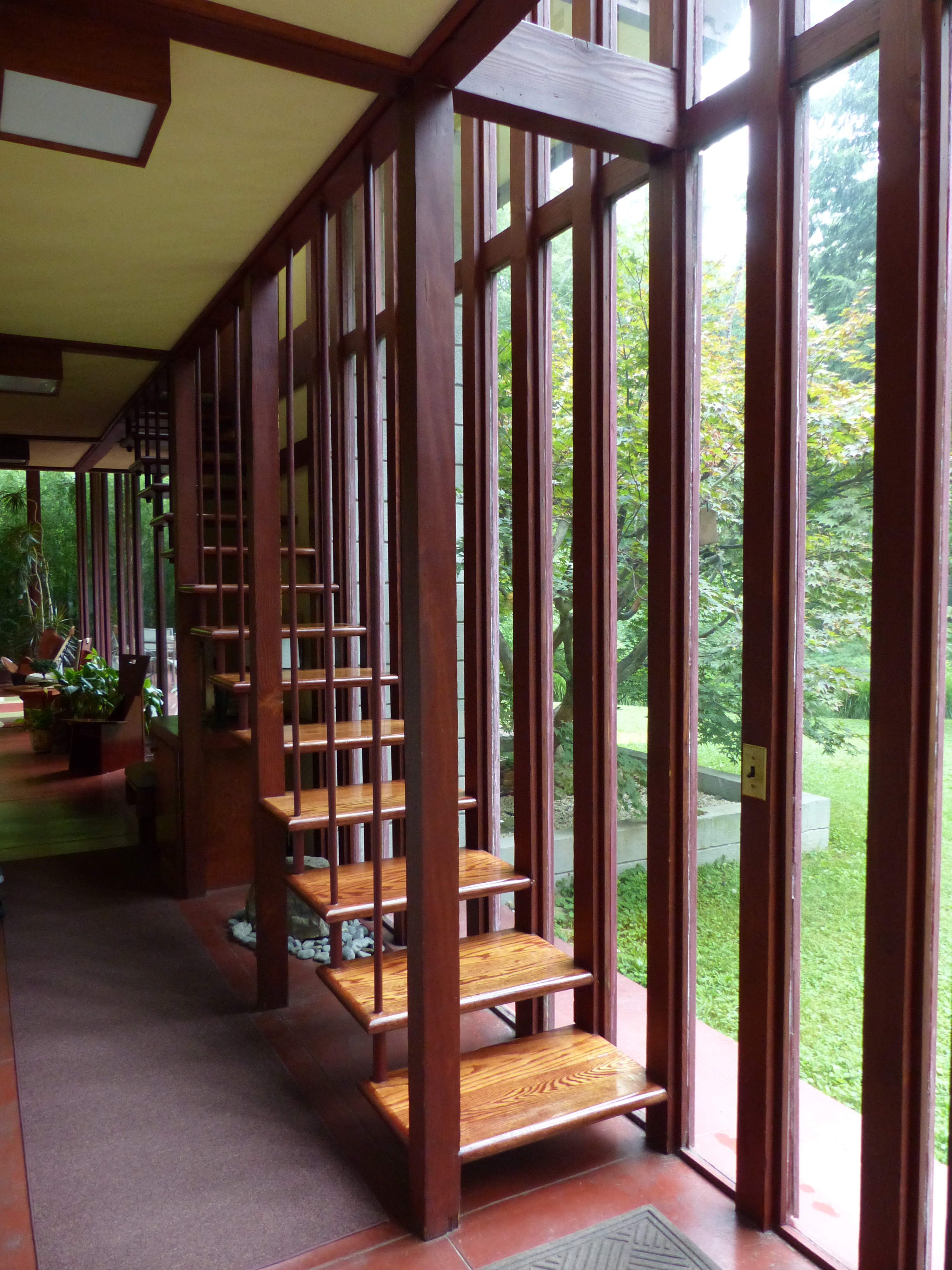
Treppe
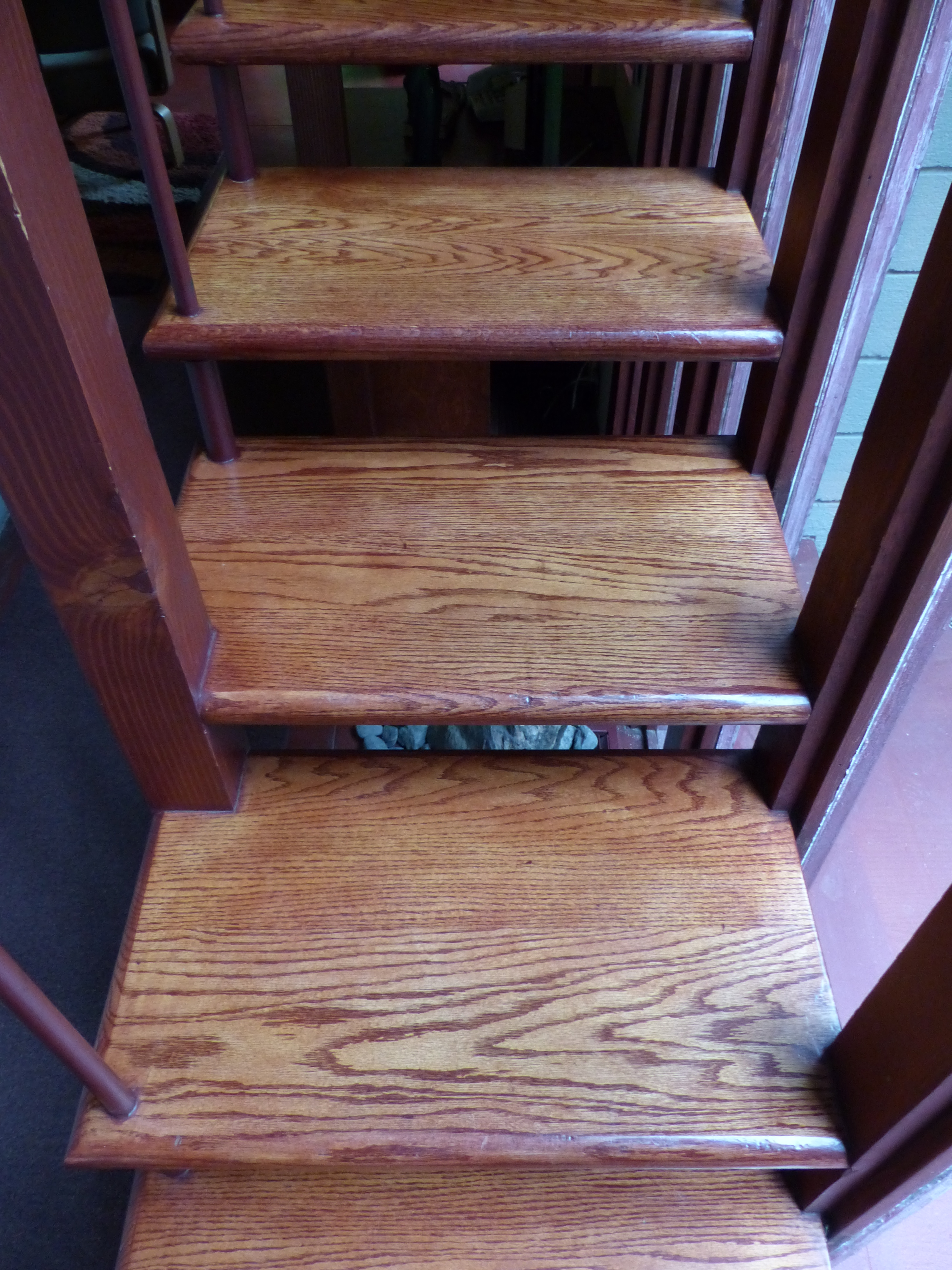
Treppenstufen
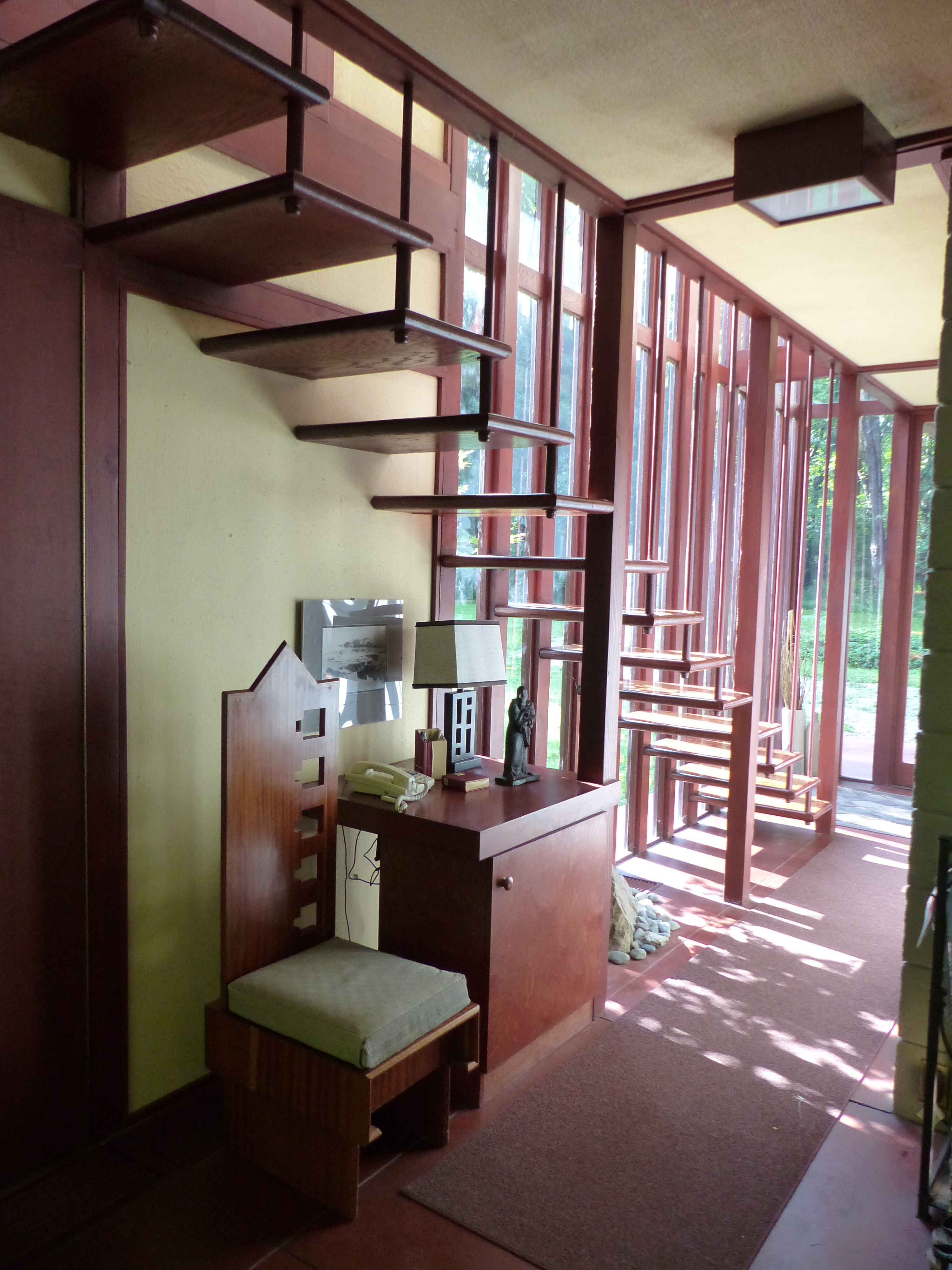
Treppe und Flur
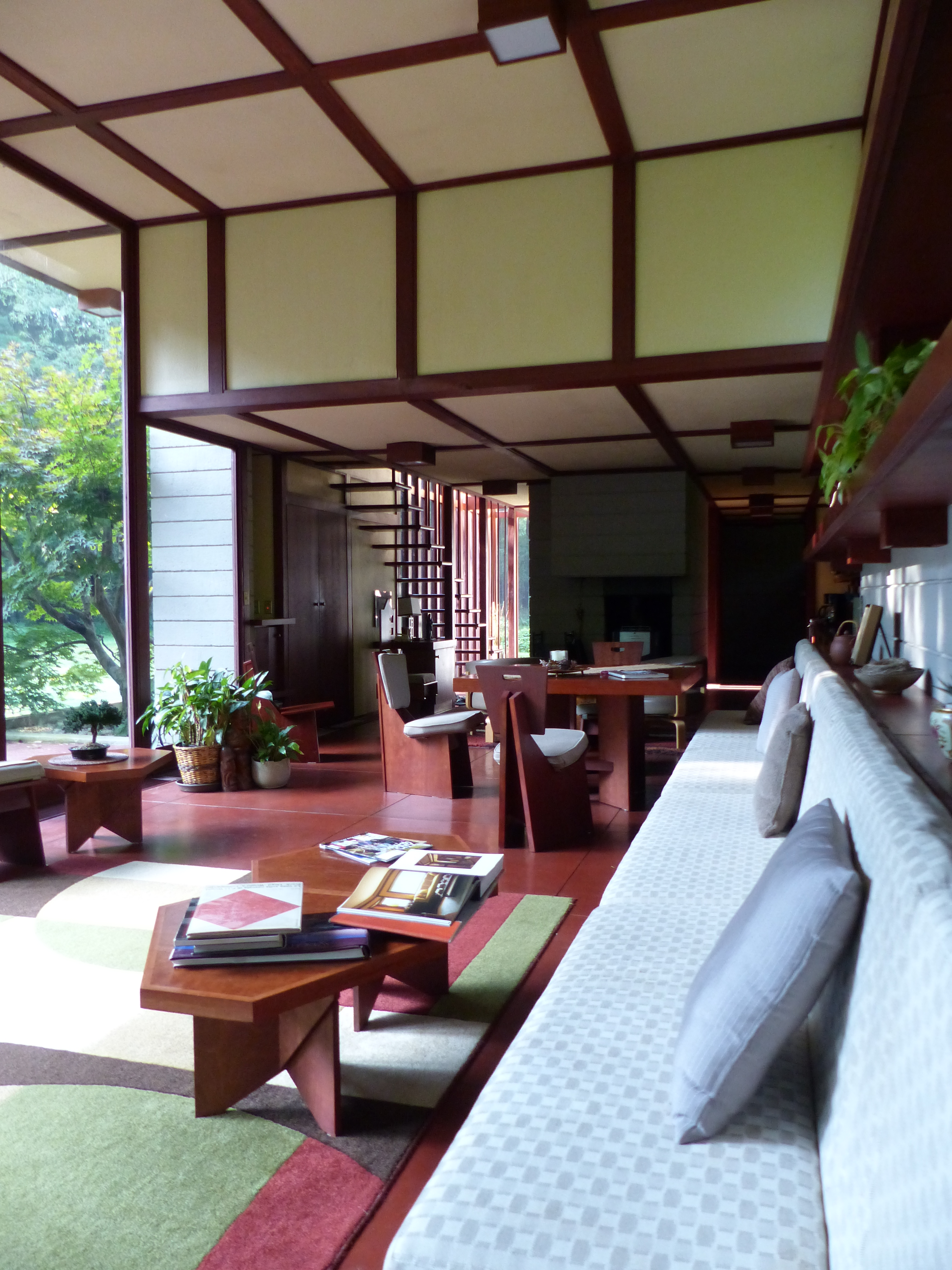
Das Wohnzimmer ist gut 1 Meter höher als die übrigen Räume des Hauses.

Die Kosten für Architekt und Erbauung betrugen $25.000 (Gegenwert im Jahre 2017: $230.000). Die Penfields beschäftigten lokale Handwerker und übernahmen, um die Kosten zu senken, viele Arbeiten selbst. Als Wright im Fortgang der Bauarbeiten das Budget zu überschreiten drohte, brachen die Penfields die Arbeiten ab und verzichteten u. a. auf eine Anzahl von Wright entworfener zusätzlicher Schränke.
Der nahegelegene Interstate Highway 90 existierte 1955 noch nicht. Als bald nach Fertigstellung des Hauses Pläne für die Anlage dieser Autobahn bekannt wurden, fürchteten die Penfields, das Haus aufgeben zu müssen, und wandten sich erneut an Wright mit der Bitte, für sie ein weiteres Haus zu entwerfen. Wright kam diesem Wunsch 1959 nach, verstarb während der Arbeit an diesem Entwurf aber. Als seine Firma den Penfields den von William Wesley Peters fertiggestellten Entwurf zusandte, hatte sich für die Penfields jedoch bereits erwiesen, dass der Autobahnbau für sie ohne Konsequenzen bleiben würde. Das „Riverrock House“ wurde niemals gebaut.
Von Ende der 1990er Jahre bis 2002 führten Paul und Donna Penfield, Sohn und Schwiegertochter der Penfields, umfangreiche Renovierungsarbeiten am Haus durch. Dabei wurden auch Möblierungspläne von Wright realisiert, die die Penfields 1955 aus Kostengründen verworfen hatten. Nachdem Louis Penfield 2003 gestorben war, zog die Familie aus und vermietet das Haus seitdem als Ferienhaus. Derzeit (2017) steht das Haus überdies zum Verkauf.

### Erdgeschoss
Durch die einzige Haustür gelangt man ins Treppenhaus, in dem ein schmaler Flur an der erwähnten Treppe vorbeiführt; er öffnet sich in den am stärksten akzentuierten Raum des Hauses, das Wohnzimmer, das deutlich höher und größer ist als die übrigen Erdgeschossräume. Wie in sehr vielen anderen seiner Häuser wendet Wright auch im Penfield House das Prinzip „Kompression – Freisetzung“ (engl. Compression – Release) an, d. h. auf die relative Enge (und Geschütztheit) eines niedrigen Bereiches folgt der Übergang in einen hohen und weiten Raum, dessen Großzügigkeit und Prominenz durch die vorausgegangene Kompression doppelt zur Geltung kommt.
Dieses Wohnzimmer ist nach drei Seiten hin durch große Fensterfronten nach außen geöffnet. Durch ihre vertikale Gliederung treiben diese Fenster, die an der Nord- und Ostseite vom Boden bis zur 3,66 m hohen Decke reichen, den Eindruck von Höhe noch weiter auf die Spitze. Die Masse des abschließenden Flachdachs ruht jedoch keineswegs auf den Fensterzargen, sondern auf drei Betonkörpern: an der Südseite zwei, von denen einer neben einem verborgenen Heizungsraum auch den offenen Kamin aufnimmt, der dritte an der Nordseite; an den letzteren schließt sich ein großes Pflanzbecken an, dessen einer Teil im Wohnraum, der andere dagegen an der Hausaußenseite liegt. Wrights Credo war „organisches Bauen“, und um die Grenze zwischen Innen und Außen zu transzendieren, hat er Innen-Außen-Pflanzbecken häufig verwendet. Weitere Elemente, die die Innen-Außen-Grenze verwischen, sind die mit „Colorundum“ rot gefärbten Zementplatten, mit denen nicht nur sämtliche Erdgeschossräume, sondern auch die an den Wohnraum angrenzende, auf der Gartenseite gelegene Terrasse ausgelegt ist; oben an der Decke wiederholt sich dieses Prinzip durch ein dekoratives (Pseudo-)Fachwerk, das sich bis in den Dachüberhang fortsetzt. Beide Elemente tragen auch dazu bei, dass der Wohnraum noch größer wirkt, als er tatsächlich ist.

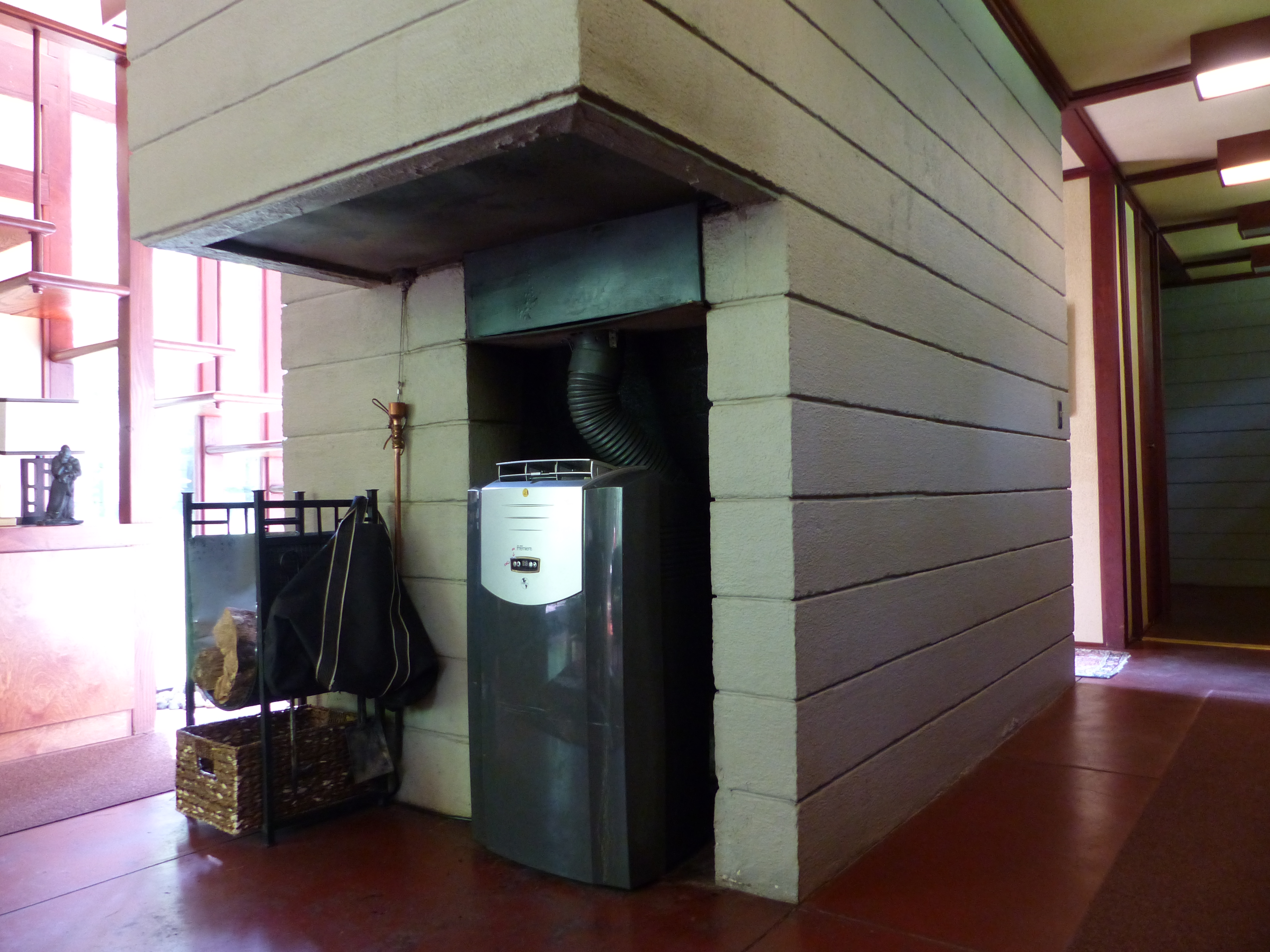
Kamin
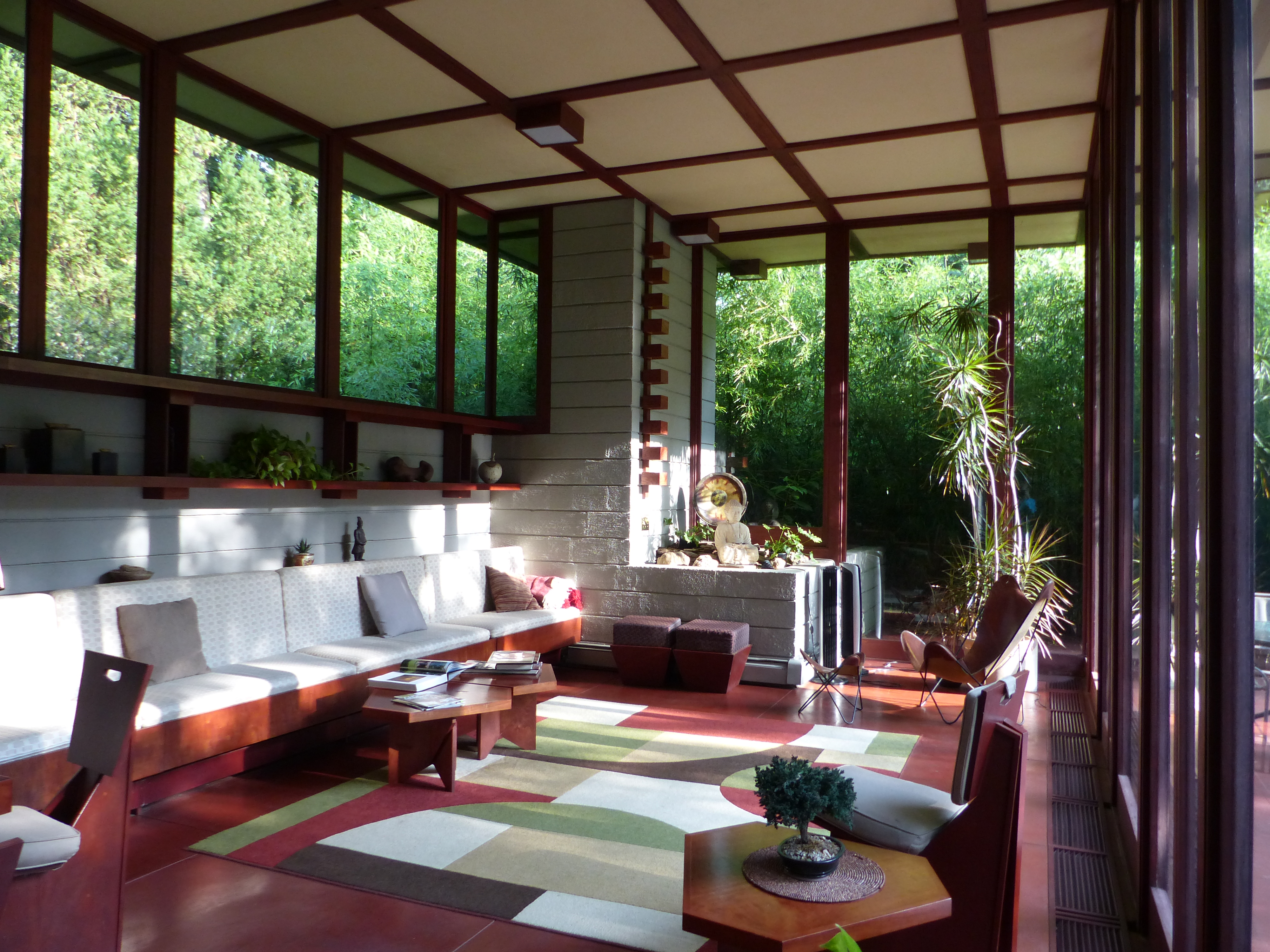
Wohnzimmer vom Flur aus
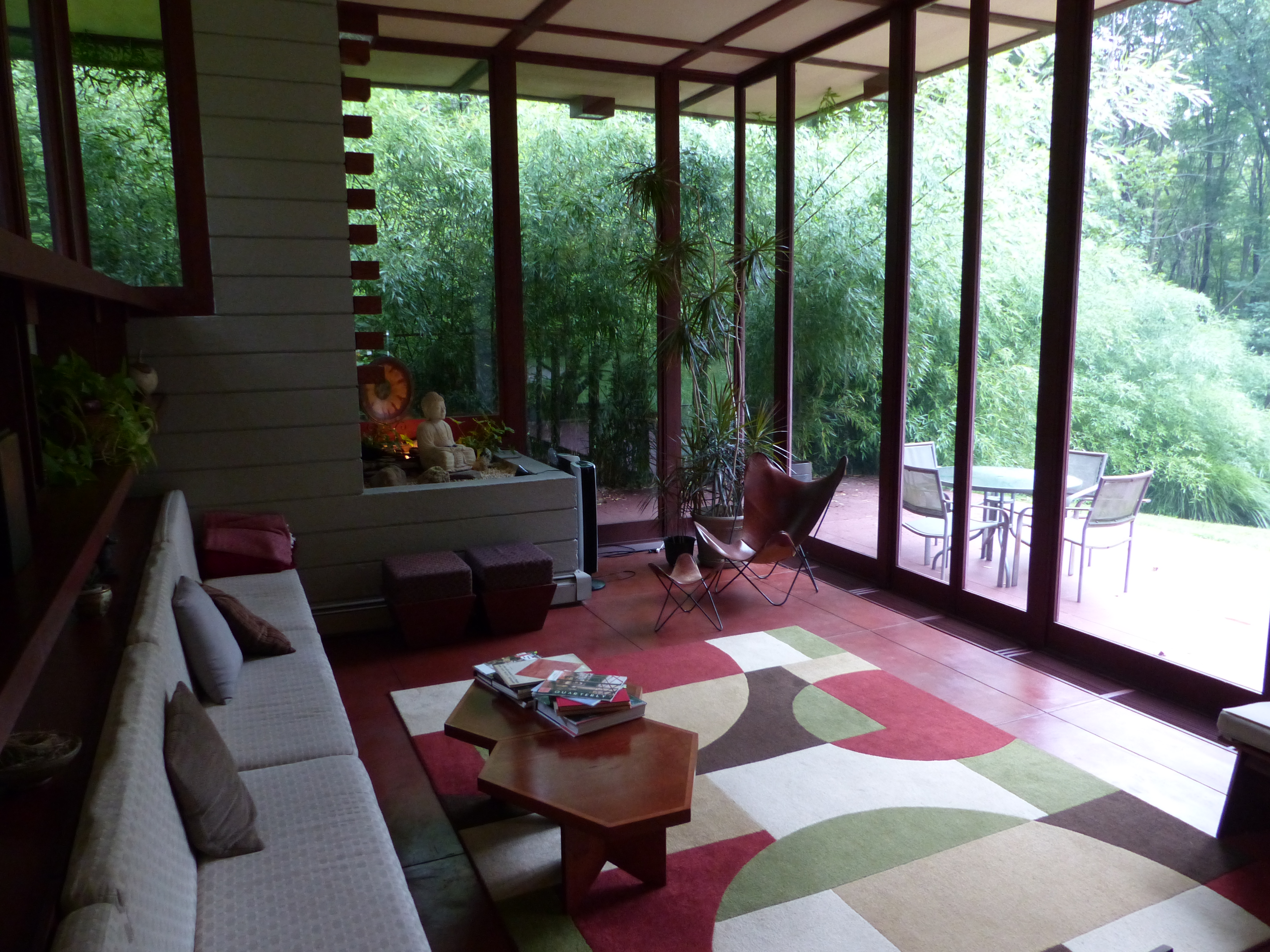
Wohnzimmer vom Essbereich aus
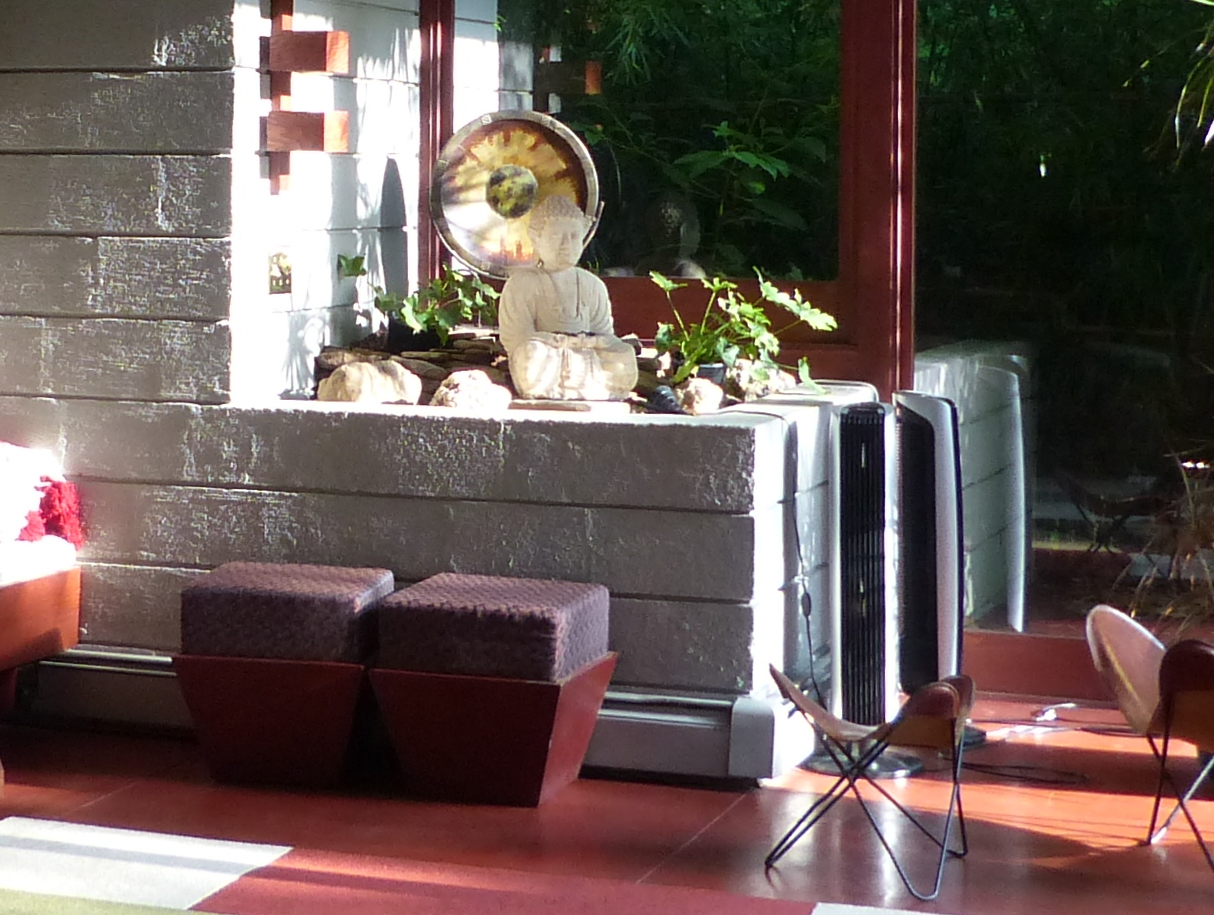
Pflanzbecken (innerer Teil)
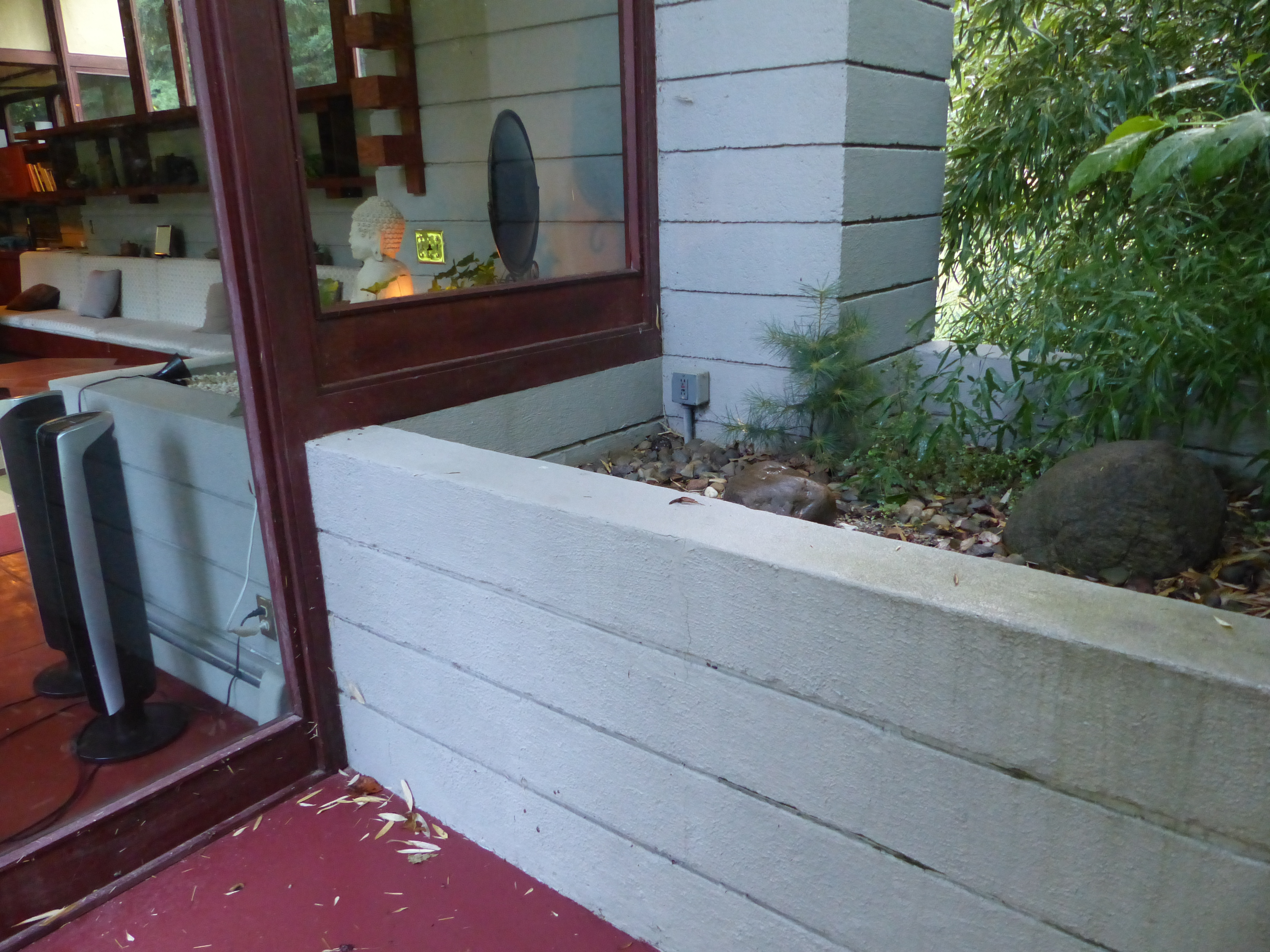
Pflanzbecken (äußerer Teil)
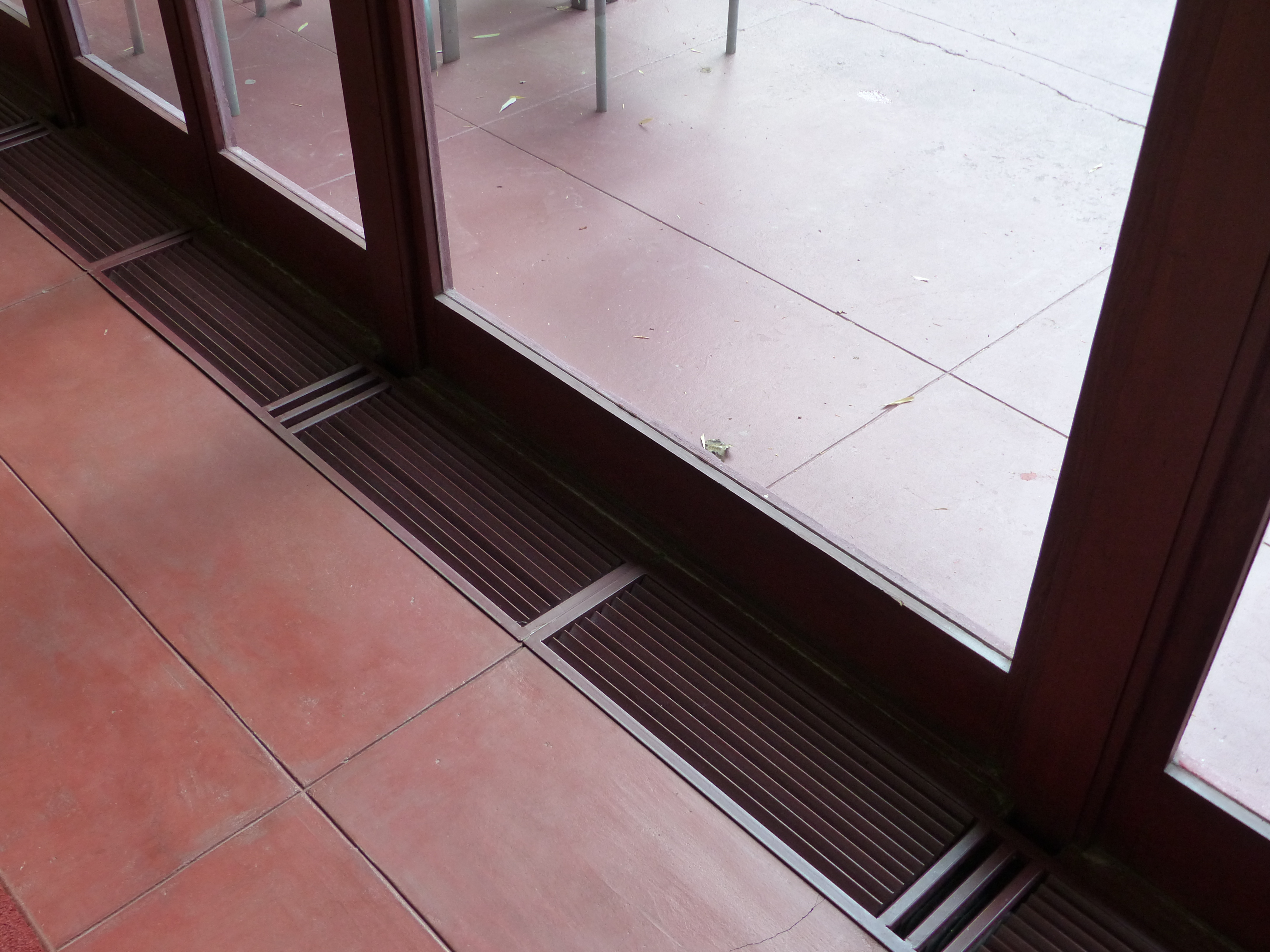
Boden im Wohnzimmer und auf der Terrasse

Die Panoramafenster auf der Ostseite richten den Blick des Bewohners in den Garten. Um diese Orientierung des Blicks zu verstärken, beherbergt der Raum nicht, wie in den USA in dieser Zeit sonst üblich, eine Couchgarnitur, sondern eine fest installierte gepolsterte Bank, wie Wright sie in vielen seiner Häuser verwendet hat. Darüber sind Wandregale montiert. Der modulare Couchtisch wurde 2001 nach einem Entwurf von Wright nachträglich geschreinert. Die schlauchartige Küche ist zum Wohnbereich hin offen; an der Schnittstelle liegt ein Essbereich. Am entgegengesetzten südlichen Ende der Küche schließen sich ein Wirtschaftsraum (Waschküche, Speisekammer) und eine Toilette an.

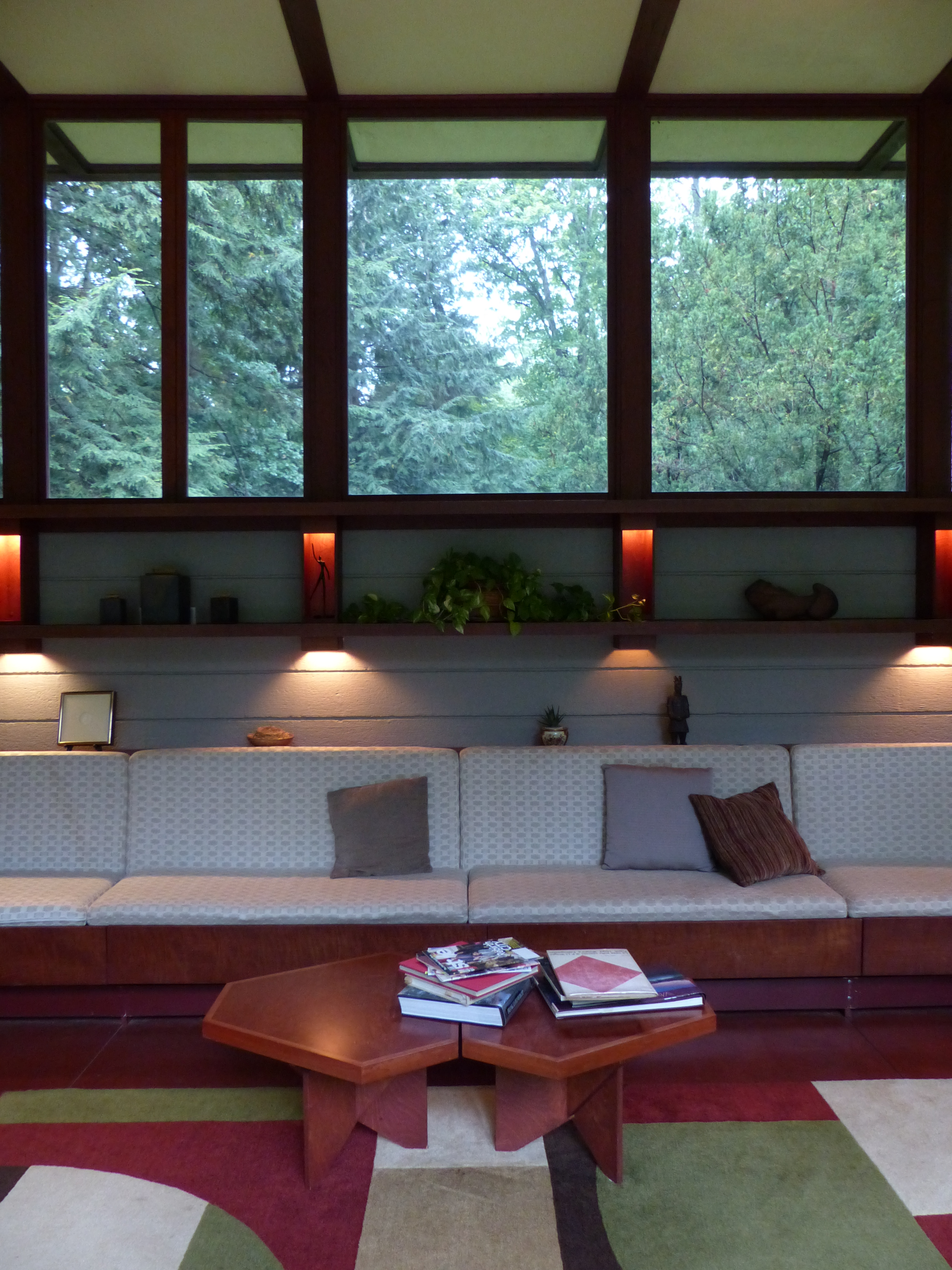
Westseite des Wohnzimmers
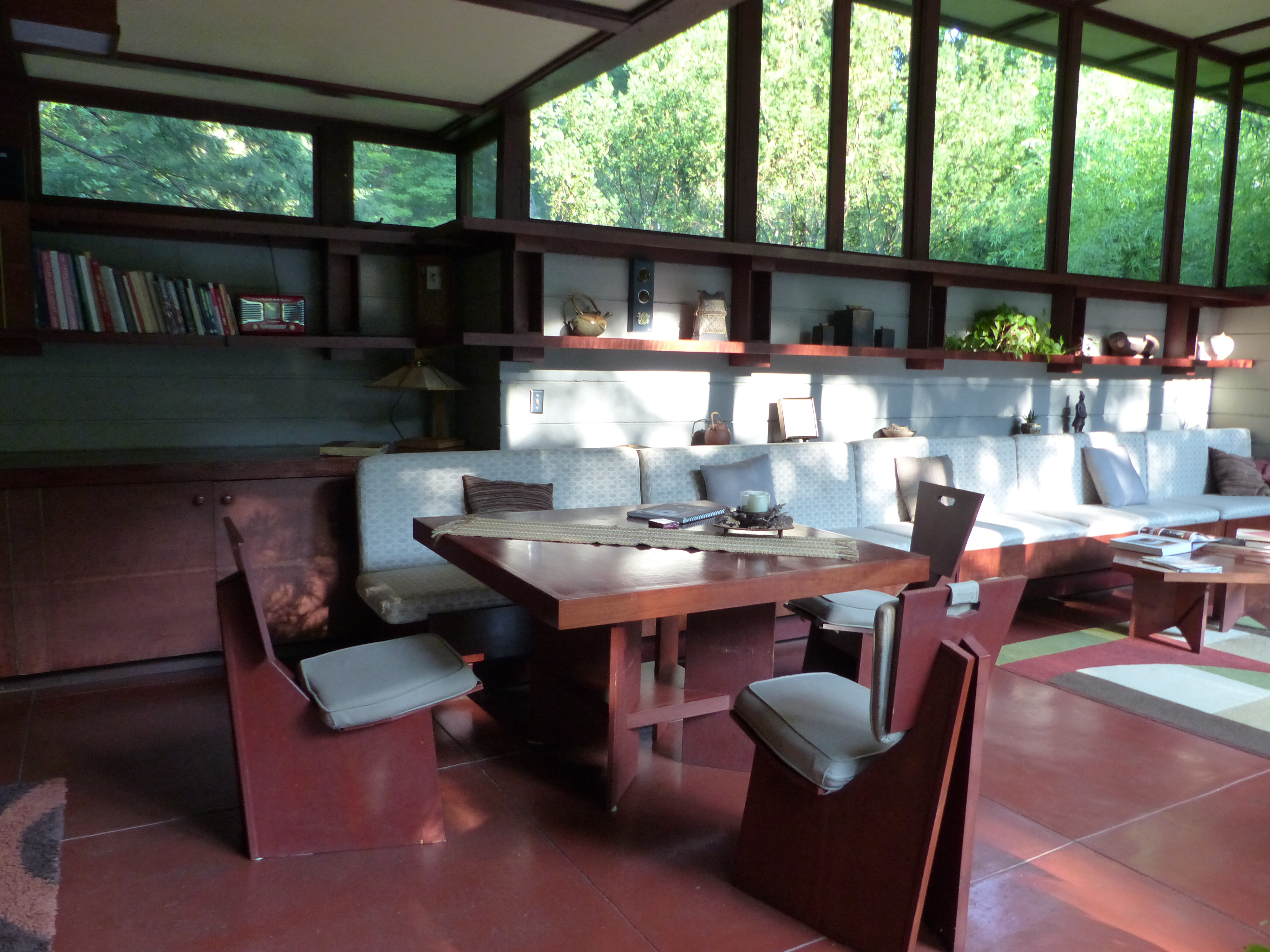
Essbereich
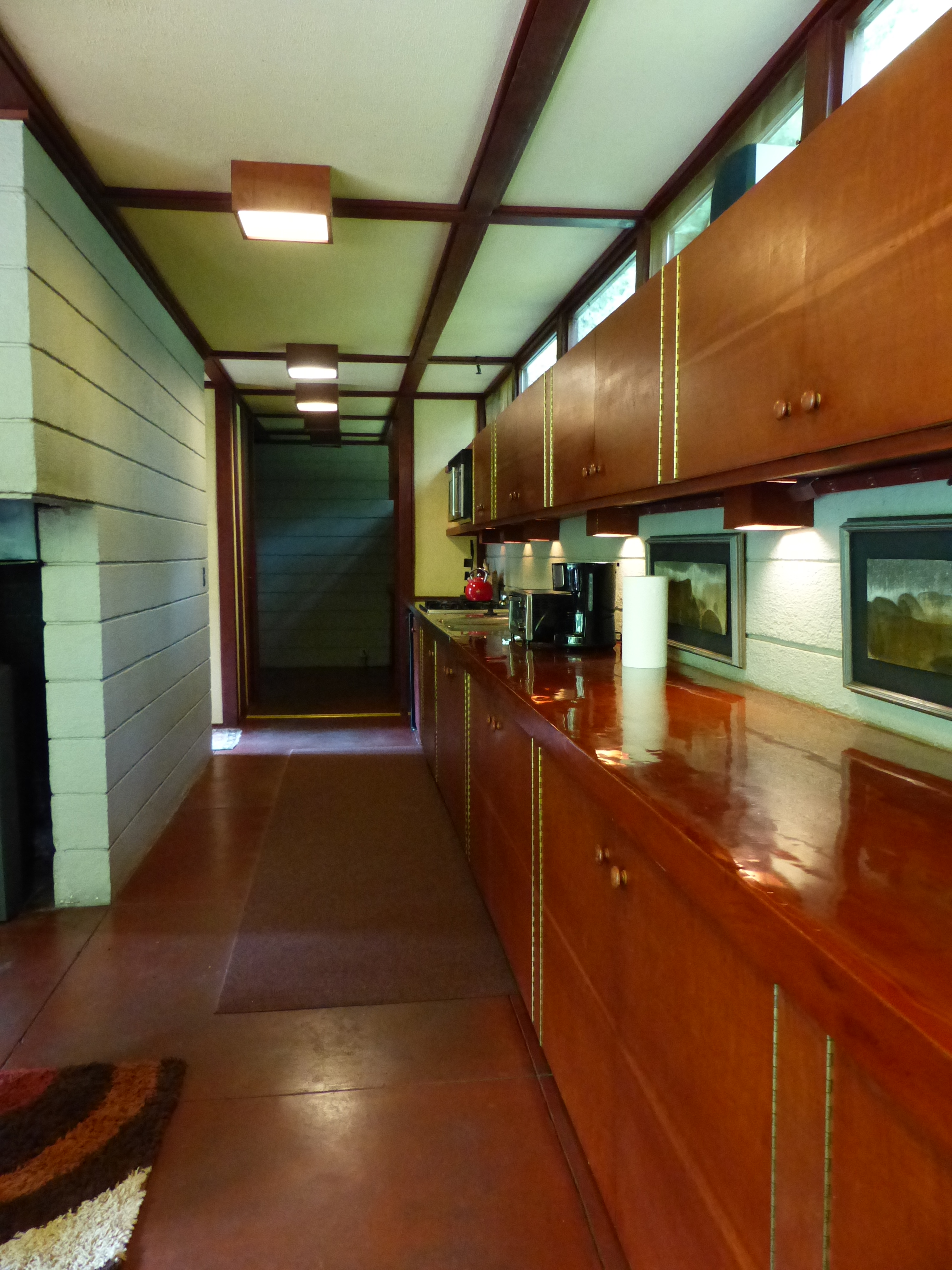
Küche (vom Essbereich aus)
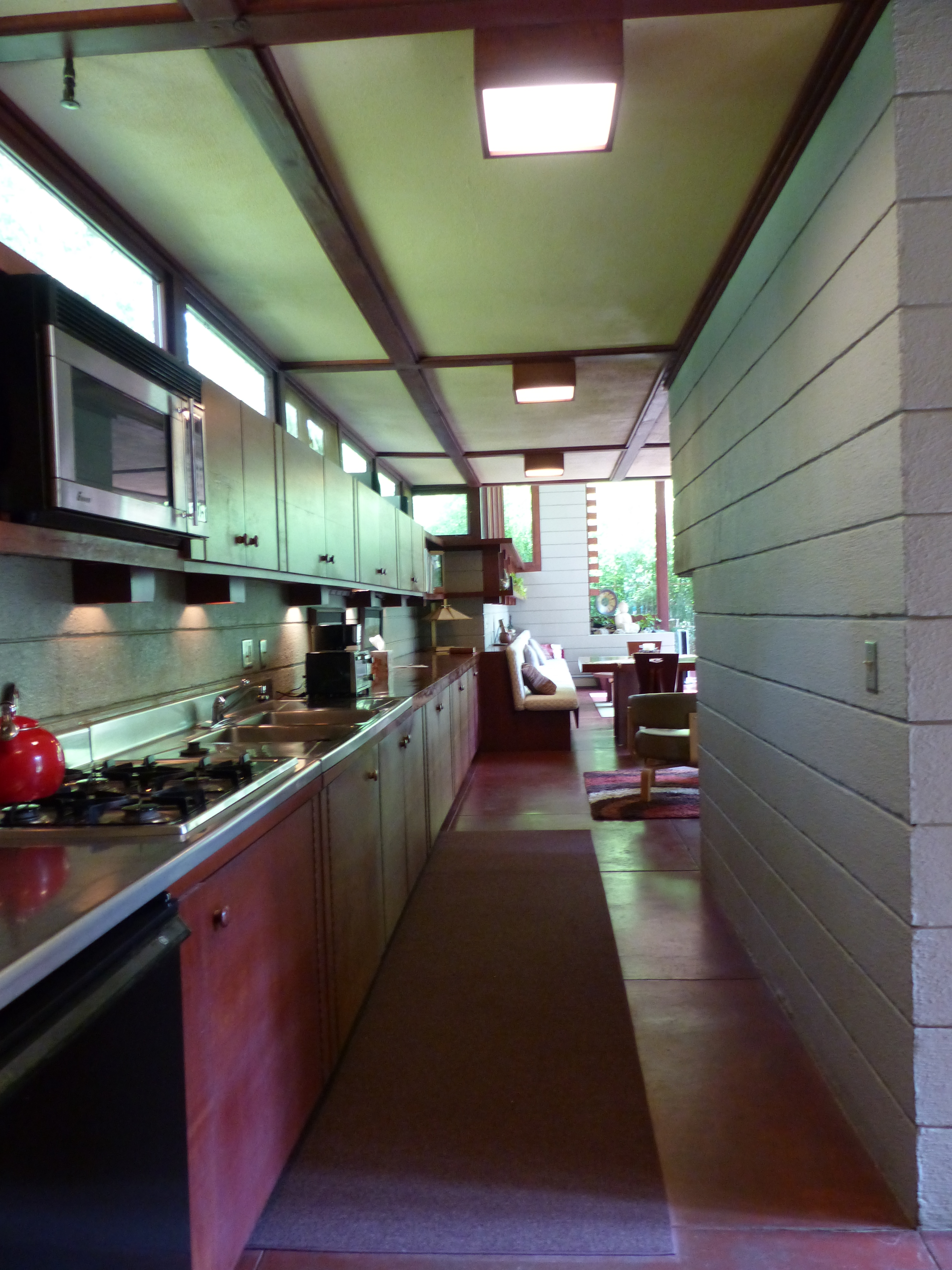
Küche (vom Wirtschaftsraum aus)
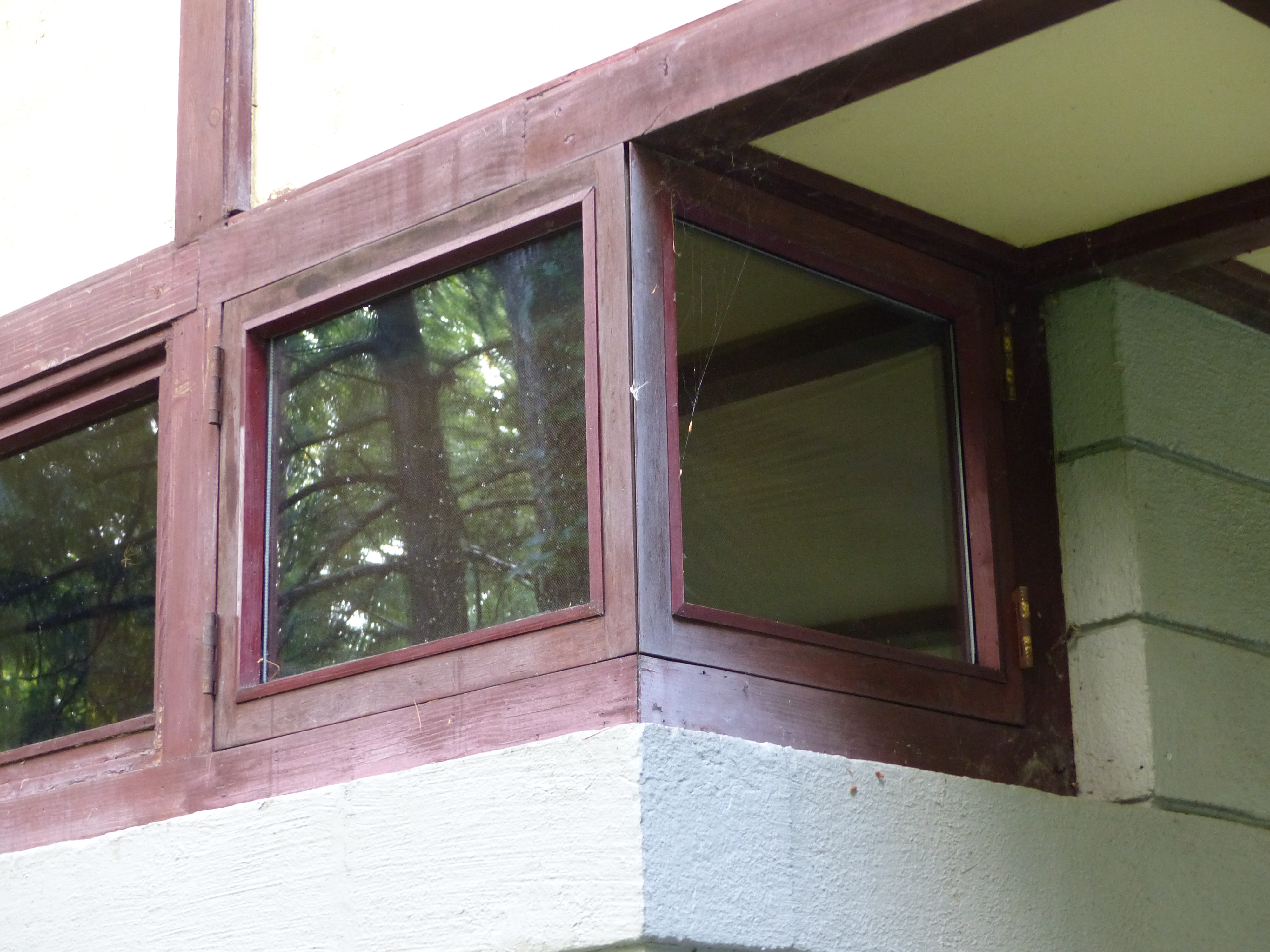
Fenster im Südwesten des Erdgeschosses (zum Wirtschaftsraum gehörig)

### Obergeschoss
Carport und Wohnzimmer sind nicht überbaut. Die Grundfläche des Obergeschosses ist deutlich geringer als die des Erdgeschosses. An der Westseite des Treppenhauses liegen in einer Reihe drei Schlafzimmer und dazwischen ein Badezimmer. Ebenso wie im Erdgeschoss reichen auch im Obergeschoss die Fenster bis zur Decke, die sich virtuell in den Dachüberhang fortsetzt – eine Kontinuität, die durch das Pseudofachwerk noch unterstützt wird. Die Fenster sind deutlich höher angesetzt als in amerikanischen Häusern sonst üblich, lassen aufgrund ihrer Anzahl und ihrer Position aber viel Licht ein. Der Bewohner genießt dadurch freie Sicht, hat aber den Eindruck, selbst vor fremden Blicken abgeschirmt zu sein. Wie in den USA weithin üblich, sind alle Schlafräume mit Einbauschränken ausgestattet; mit Ausnahme des gefliesten Badezimmers ist das gesamte Obergeschoss mit Teppichboden ausgelegt.

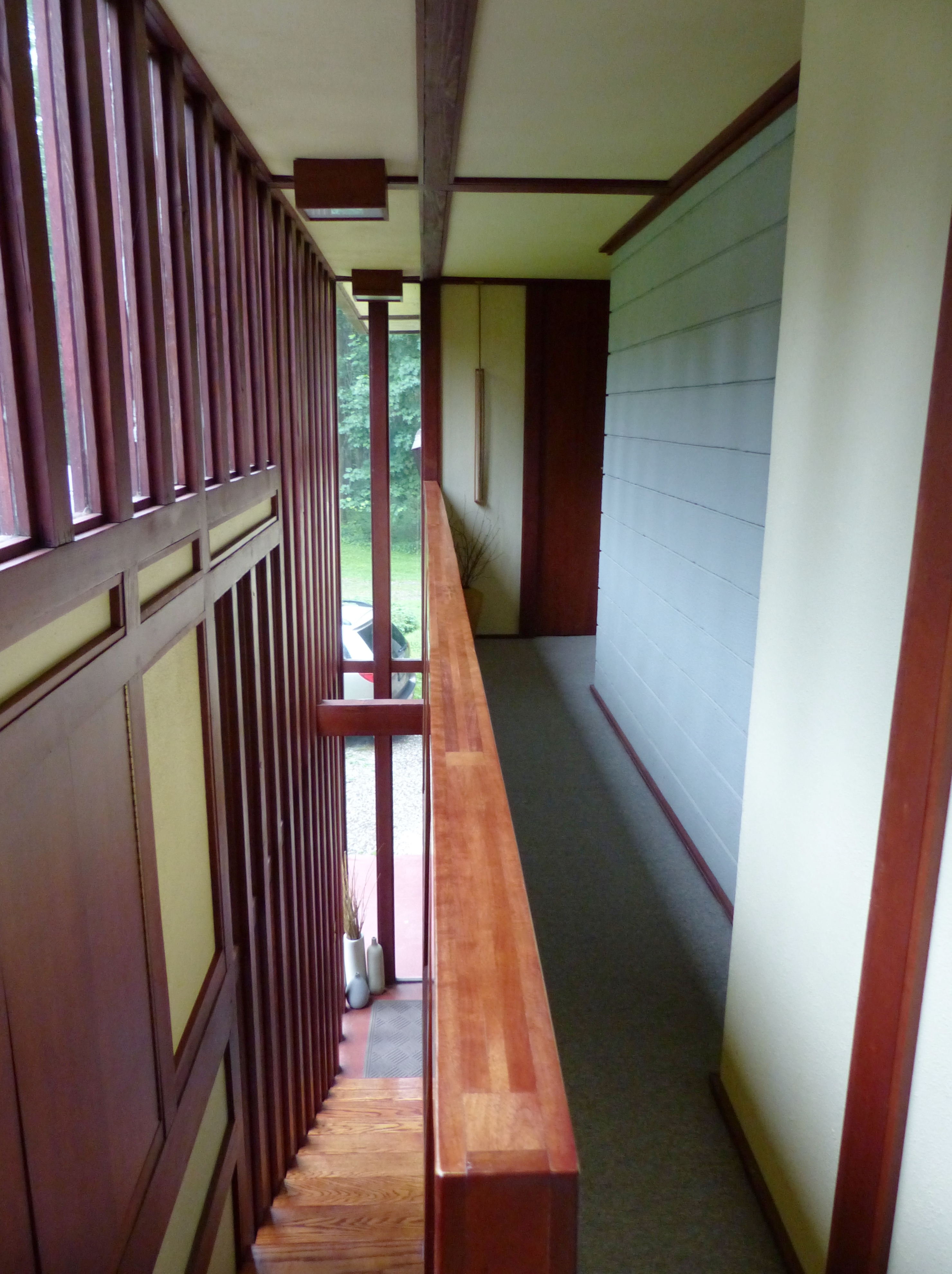
Flur im Obergeschoss, Blick von Norden
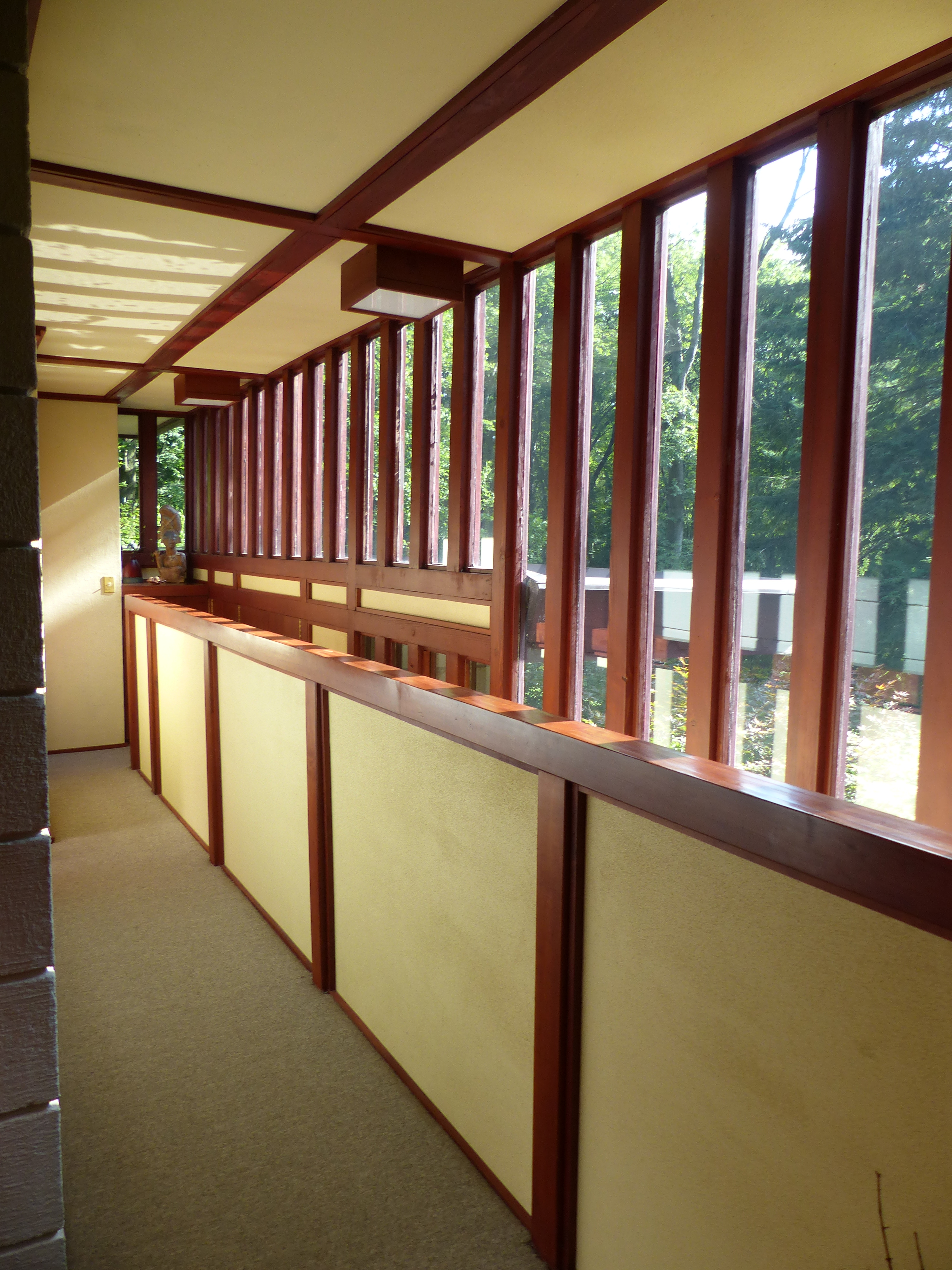
Flur im Obergeschoss, Blick von Süden
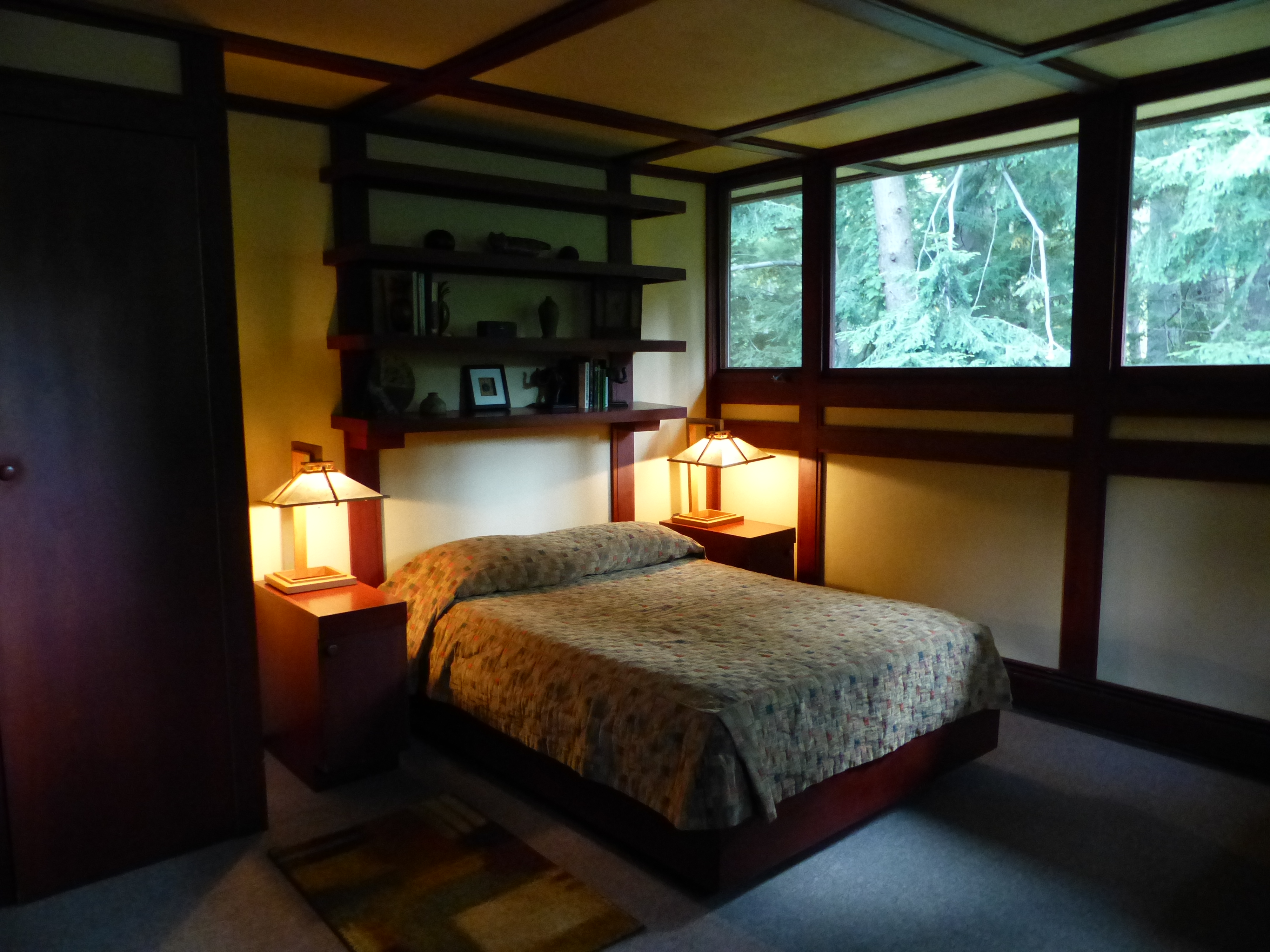
Hauptschlafzimmer (Süd)
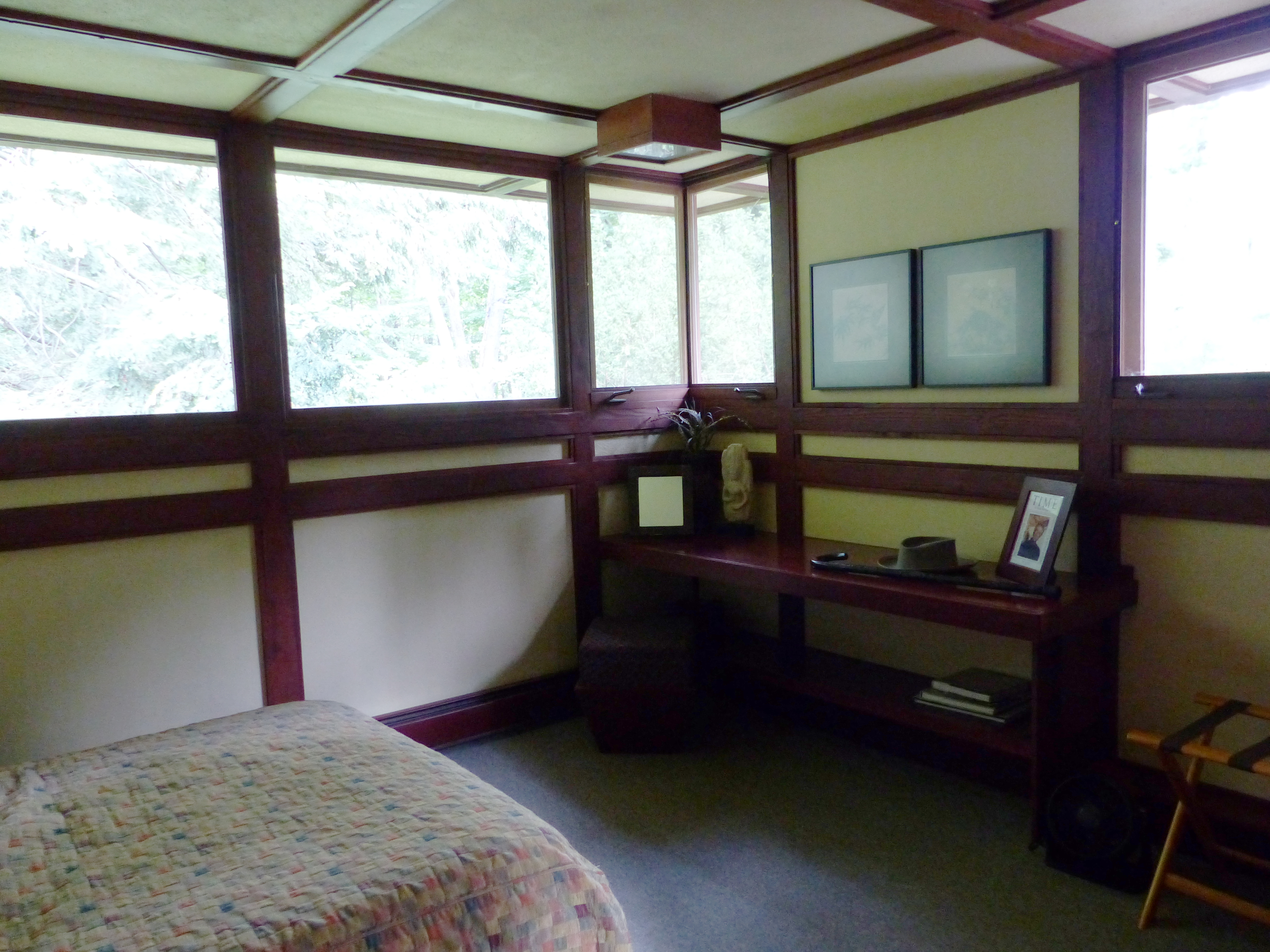
Hauptschlafzimmer (Süd)
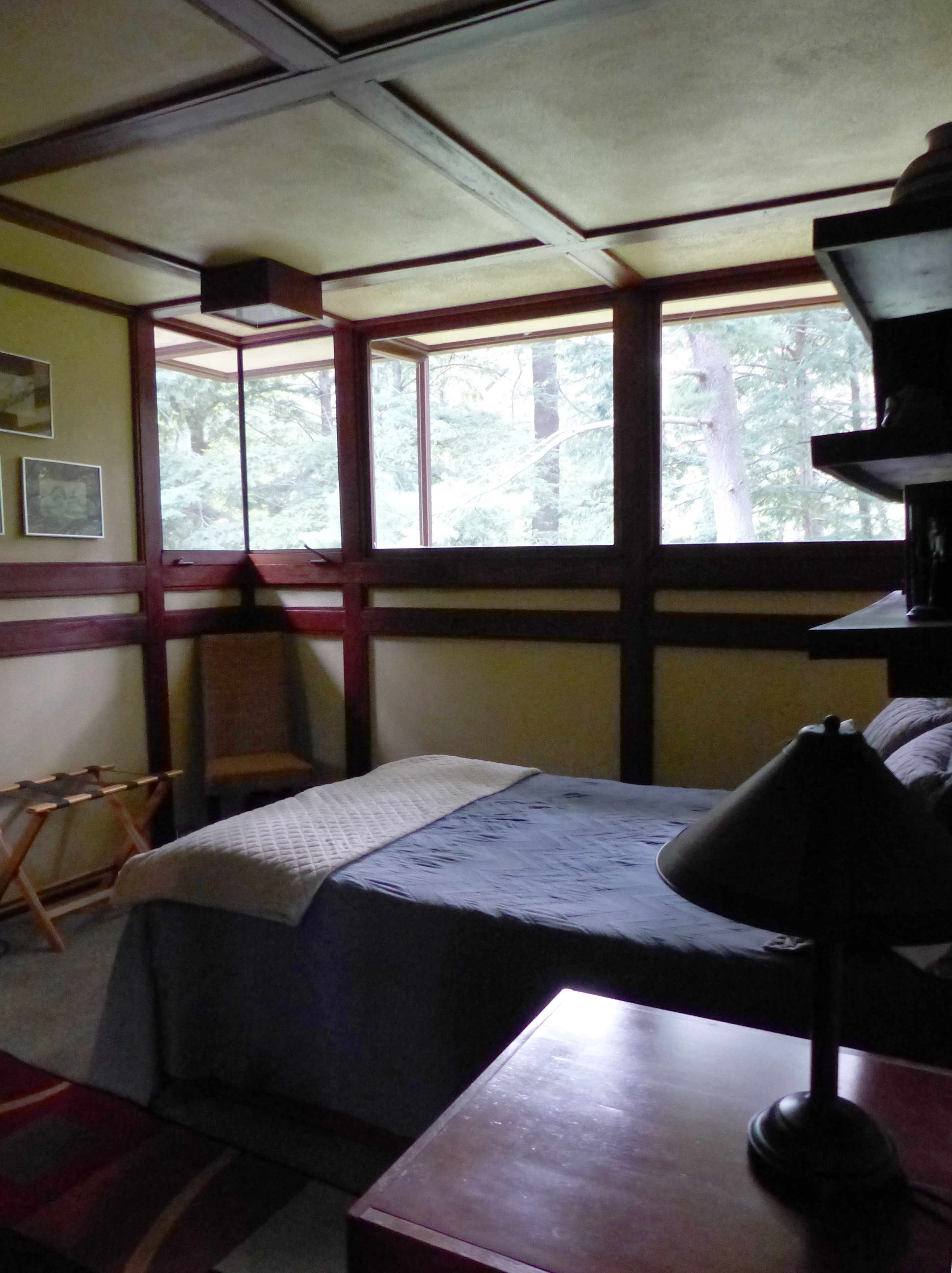
Schlafzimmer Nord
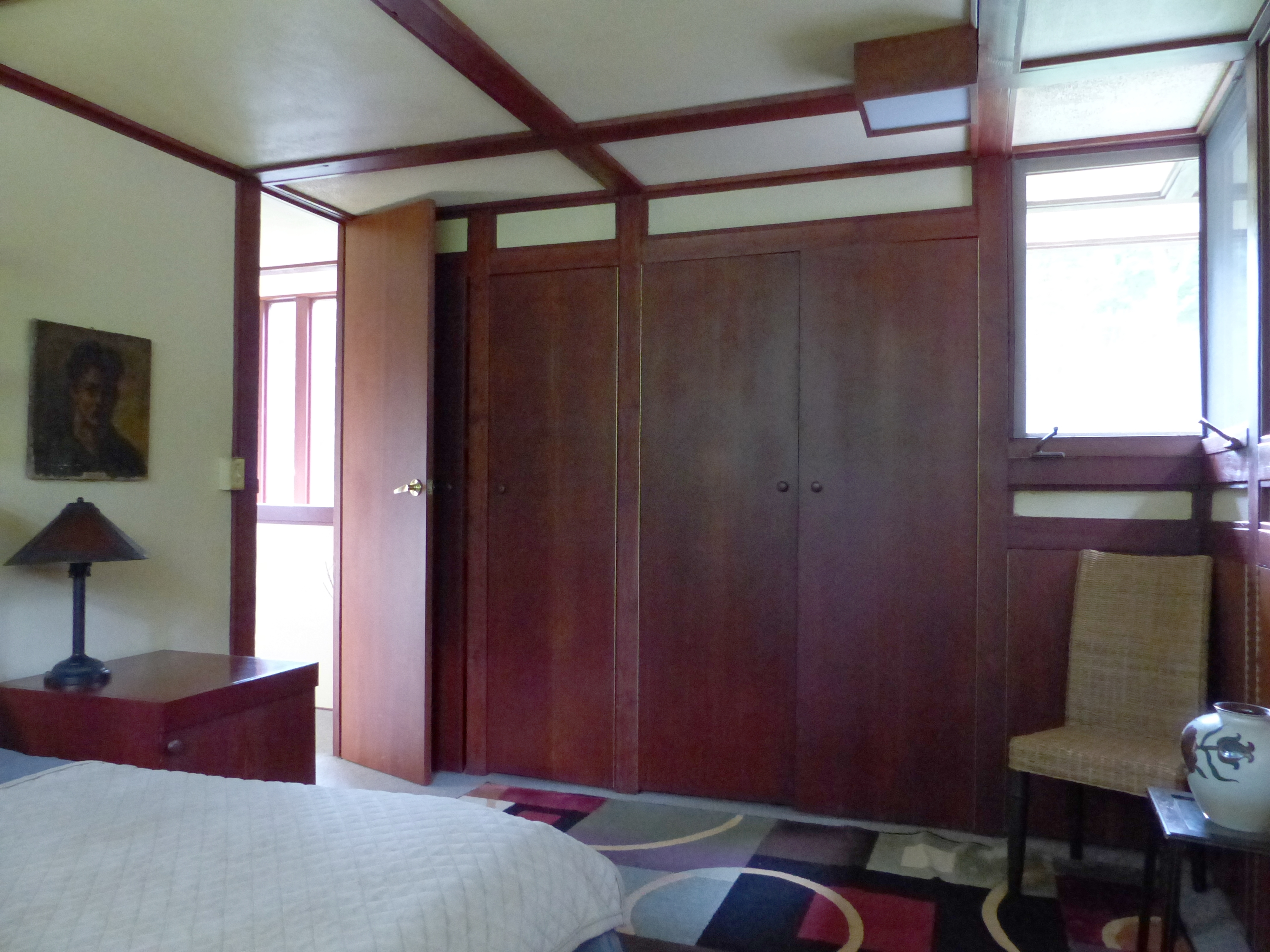
Schlafzimmer Nord